# Géographie de Game of Thrones
Cet article décrit la géographie de l'univers fictif de Game of Thrones / Le Trône de fer.

## Westeros
L'histoire des romans se déroule principalement sur le continent de Westeros, dont la taille s'approche de celle de l'Amérique du Sud. Cependant, une grande partie au nord du continent n'est pas cartographiée ; elle semble aussi grande que l'ensemble des autres régions et bien moins densément peuplée compte tenu de son climat polaire. Westeros a une saisonnalité particulière, puisqu'il subit une alternance erratique d'étés et d'hivers qui durent chacun plusieurs années, et dont la durée est imprévisible. Au début de la saga, le continent a joui d'un été ayant perduré une dizaine d'années, et l'approche de son terme fait craindre à beaucoup un hiver au moins aussi long et d'autant plus rude, crainte symbolisée par la phrase « L'hiver vient » (« Winter is coming ») qui est la devise des Stark de Winterfell.
Alors que les romans commencent, la majorité des régions de Westeros sont unies sous la loi d'un roi, au sein de ce qui est appelé les Sept Couronnes, dont les neuf régions sont contrôlées par l'une ou l'autre des plus puissantes maisons du continent. George R. R. Martin estime que Westeros était peuplé en l'an 300 d'environ 20 millions d'habitants. L'auteur s'est largement inspiré de l'histoire médiévale de l'Europe pour la création de son univers, en particulier la guerre de Cent Ans, les croisades, la croisade des Albigeois et la guerre des Deux-Roses,.
La carte de Westeros serait la réunion de l'île de Grande-Bretagne et de l'Irlande en miroir au sud, le Mur se situerait alors à l'emplacement du mur d'Hadrien.

### Organisation territoriale et politique
Le continent se divise en deux vastes territoires : le royaume des Sept-Couronnes et les terres au-delà du Mur.
Contrairement à ce que son nom laisse penser, le royaume des Sept Couronnes se compose de neuf régions : le Nord, domaine de la maison Stark ; le Conflans, domaine de la maison Tully ; les Îles de fer, domaine de la maison Greyjoy ; le Val d'Arryn, domaine de la maison Arryn ; les Terres de l’Ouest, domaine de la maison Lannister ; les Terres de l’Orage, domaine de la branche cadette de la maison Baratheon ; le Bief, domaine de la maison Tyrell ; les Terres de la Couronne, domaine de la branche aînée de la maison Baratheon ; et Dorne, domaine de la maison Martell.
Le nom du royaume date de sa fondation, alors que les Terres de la Couronne étaient rattachés à d'autres régions et que les souverains des Îles de Fer dominaient le Conflans. À cette époque, sept maisons gouvernaient les territoires du sud du Mur : la maison Stark de Winterfell, rois du Nord ; la maison Arryn des Eyrié, rois de la Montagne et du Val ; la maison Lannister de Castral Roc, rois du Roc ; la maison Jardinier de Hautjardin, rois du Bief ; la maison Chenu de Harrenhal, rois des Îles et des Rivière ; la maison Durrandon d'Accalmie, rois de l'Orage ; la maison Martell de Lancehélion, princes de Dorne.
Lors de la conquête d'Aegon, les maisons Jardinier, Chenu et Durrandon furent exterminées. Le nouveau souverain accorda la suzeraineté du Bief et de Hautjardin à la maison Tyrell, intendants des Jardinier ; la suzeraineté du Conflans à la maison Tully de Vivesaigues, principaux alliés d'Aegon contre la maison Chenu ; la suzeraineté des Îles de Fer à la maison Greyjoy de Pyk, choisie par les seigneurs des Îles ; la suzeraineté des Terres de l'Orage et d'Accalmie à la maison Baratheon, issue du mariage entre Orys Baratheon, le demi-frère illégitime d'Aegon, et Argella Durrandon, fille du dernier roi de l'Orage.
Huit familles se partagent le pouvoir sur les neuf régions, la famille Baratheon gouvernant à la fois les Terres de la Couronne et leur fief des Terres de l'Orage. Le souverain est par ailleurs assisté par quatre gouverneurs, chargés de rendre la justice et d'assurer le commandement militaire. Ce titre est héréditaire, se transmettant selon la région parmi les chefs des maisons Stark, Tyrell, Arryn et Lannister. Ainsi, Lord Eddard Stark, seigneur suzerain du Nord et de Winterfell est le gouverneur du Nord ; Lord Mace Tyrell, seigneur suzerain du Bief et de Hautjardin, est le gouverneur du Sud ; Lord Jon Arryn, Main du roi, seigneur suzerain du Val et des Eyrié, est le gouverneur de l'Est ; et Lord Tywin Lannister, seigneur suzerain des Terres de l'Ouest et de Castral Roc, est le gouverneur de l'Ouest.

### Nord
Le Nord de Westeros constitue la moitié septentrionale du continent,, dont il est aussi la région la plus froide. Le Nord est à lui seul aussi vaste que les six autres Royaumes réunis, mais il est bien moins peuplé. Le climat y est froid, la neige fréquente et les hivers particulièrement rudes. Elle est le domaine de la maison Stark de Winterfell dont la devise est précisément « L'hiver vient ».
Au sud, il est séparé des royaumes méridionaux par le Neck, un isthme marécageux occupé par la maison Reed de Fort-Griseaux.
Les maisons Bolton de Fort-Terreur, Karstark de Karhold, Corbois de Corbois, Manderly de Blancport (plus grande ville et plus grand port du Nord), Locke de Châteauvieux et Flint de La Veuve ont leurs fiefs à l'est de la région. Les maisons Glover de Motte-la-Forêt, Mormont de l’Île-aux-Ours, Tallhart de Quart-Torrhen, Dustin de Tertre-Bourg, Flint de Pouce-Flint (maison apparentée aux Flint de La Veuve) et les clans des montagnes (Norroit, Wull, Lideuil…) ont, eux, leurs fiefs à l'ouest de la région.
La frontière nord est appelée le Don, une langue de terre d'environ 200 km appartenant à la Garde de Nuit et où se tient le Mur. Les Omble d’Âtre-lès-Confins occupent les domaines juste au sud du Don. Au-delà du Mur se trouvent de vastes étendues glacées non cartographiées où vit le Peuple libre, surnommés « Sauvageons » par les habitants du Nord car ils font de régulières expéditions de pillage sur leurs terres malgré la protection du Mur et de la Garde de Nuit.
La ville portuaire de Blancport, située un peu au nord du Neck, est décrite comme un port florissant. La Route Royale traverse la région de part en part, reliant Châteaunoir, au Mur, à Port-Réal, dans le sud. Dans le Nord, les bâtards y sont nommés « Snow ». Martin dit s'être inspiré de l’Écosse pour la création du Nord.

#### Winterfell
Winterfell est le château ancestral de la maison Stark, gouverneurs du nord de Westeros. Il a été construit par Brandon Stark le Bâtisseur, l'un des premiers rois du Nord, également à l'origine du Mur. Malgré le climat du Nord, les habitants de Winterfell ne souffrent pas de la rigueur climatique car le château a été bâti sur une source d'eau chaude drainée à travers les murs par un ingénieux système de canalisations, réchauffant ainsi salles et chambres et prévenant le gel du sol, en été comme en hiver.
Le bois sacré du château, probablement le plus impressionnant de Westeros du fait que les Stark sont la dernière des sept familles régnantes à croire encore aux Anciens Dieux, est un lieu de méditation où les croyants prient devant le visage gravé sur un arbre blanc. La bibliothèque du château est dotée de très nombreux livres uniques, mais fut incendiée deux fois en deux ans. Une crypte renferme les dépouilles des Stark défunts, enterrés sous des statues de pierre à leur image alors qu'un loup géant monte la garde à leurs pieds et que chacun a son épée enchâssée dans sa main gauche.
L'adaptation télévisuelle a utilisé la cour du Castle Ward, alors que les scènes extérieures ont été tournées à Doune Castle,. L'intérieur, comme le premier donjon ou la grande salle, a été filmé aux studios The Paint Hall de Belfast. La décoratrice Gemma Jackson explique que « Winterfell est basé sur un château écossais. »

Lieux de tournage de la série
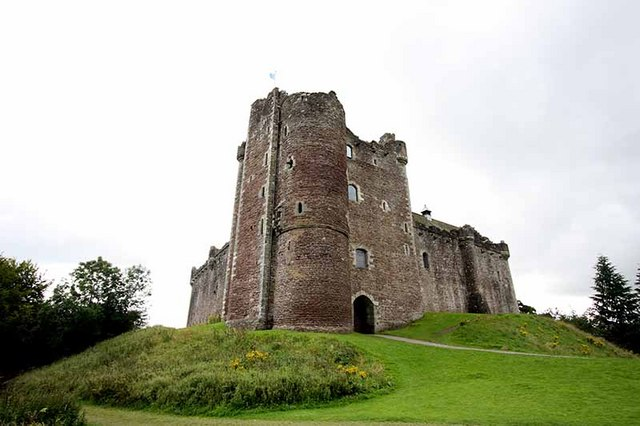
Le château de Doune (Écosse) est utilisé pour les scènes extérieures de Winterfell.
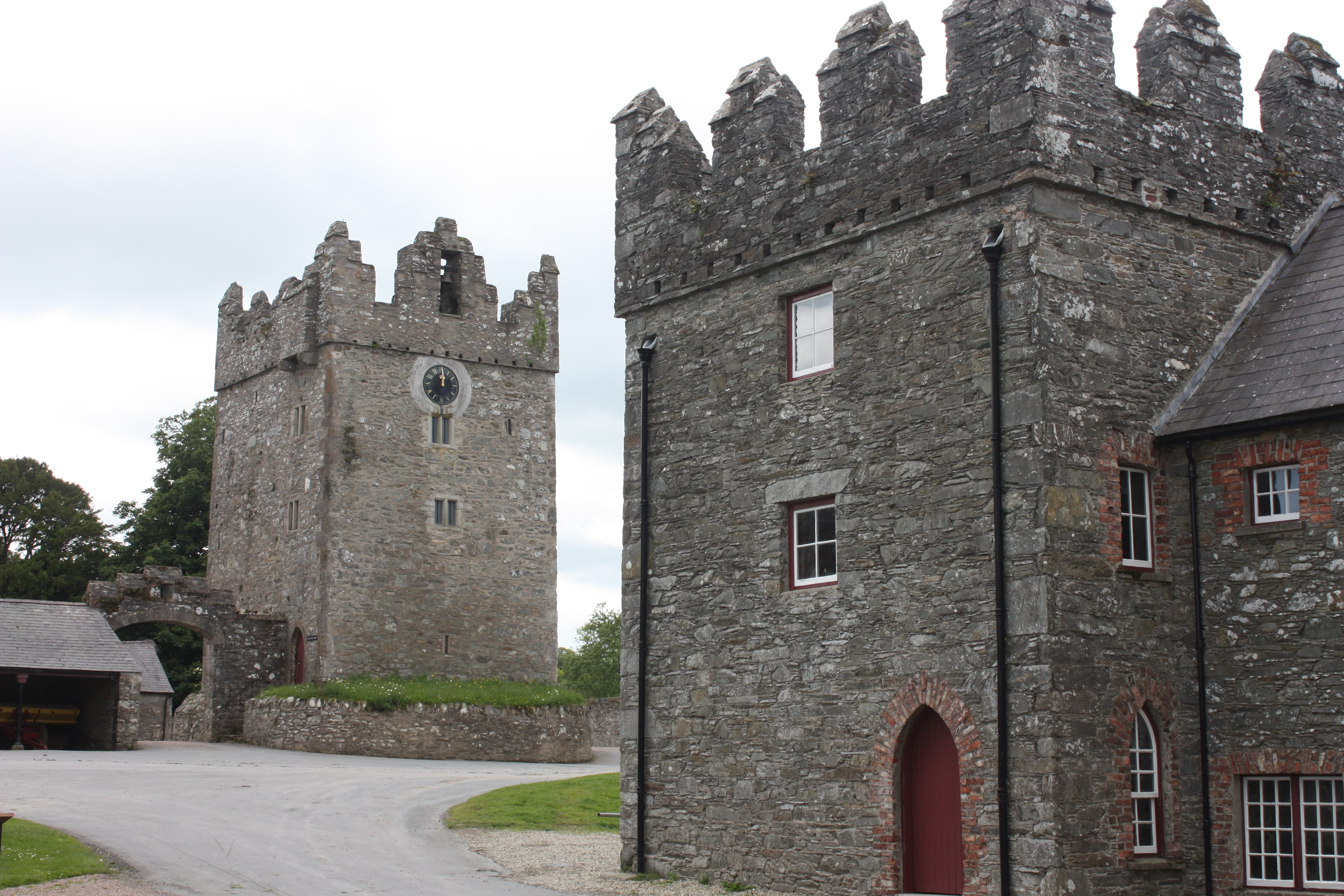
La cour du château est filmée à Castle Ward (Irlande du Nord).
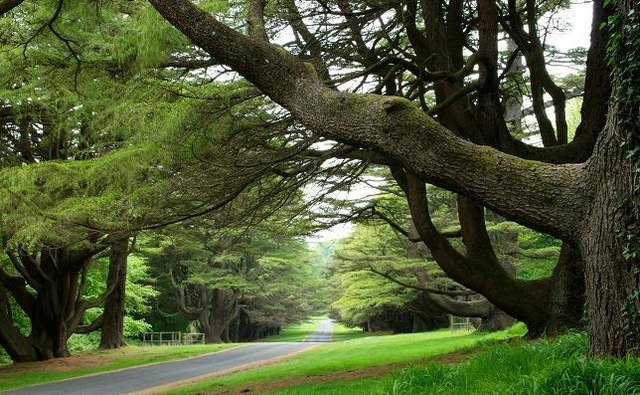
Les forêts du nord sont filmées au Tollymore Park.

#### Neck
Le Neck est un isthme marécageux située au sud de la région nord. Ce sont les terres de la maison Reed, vassale des Stark, régnant sur Fort-Griseaux ; les habitants vivent dans des crannog,. L'étroitesse du Neck, ainsi que son terrain accidenté, sans parler de l'impénétrable forteresse de Moat Cailin, en fait une frontière naturelle pour la région tout entière, la protégeant des invasions venues du Sud.

#### Mur

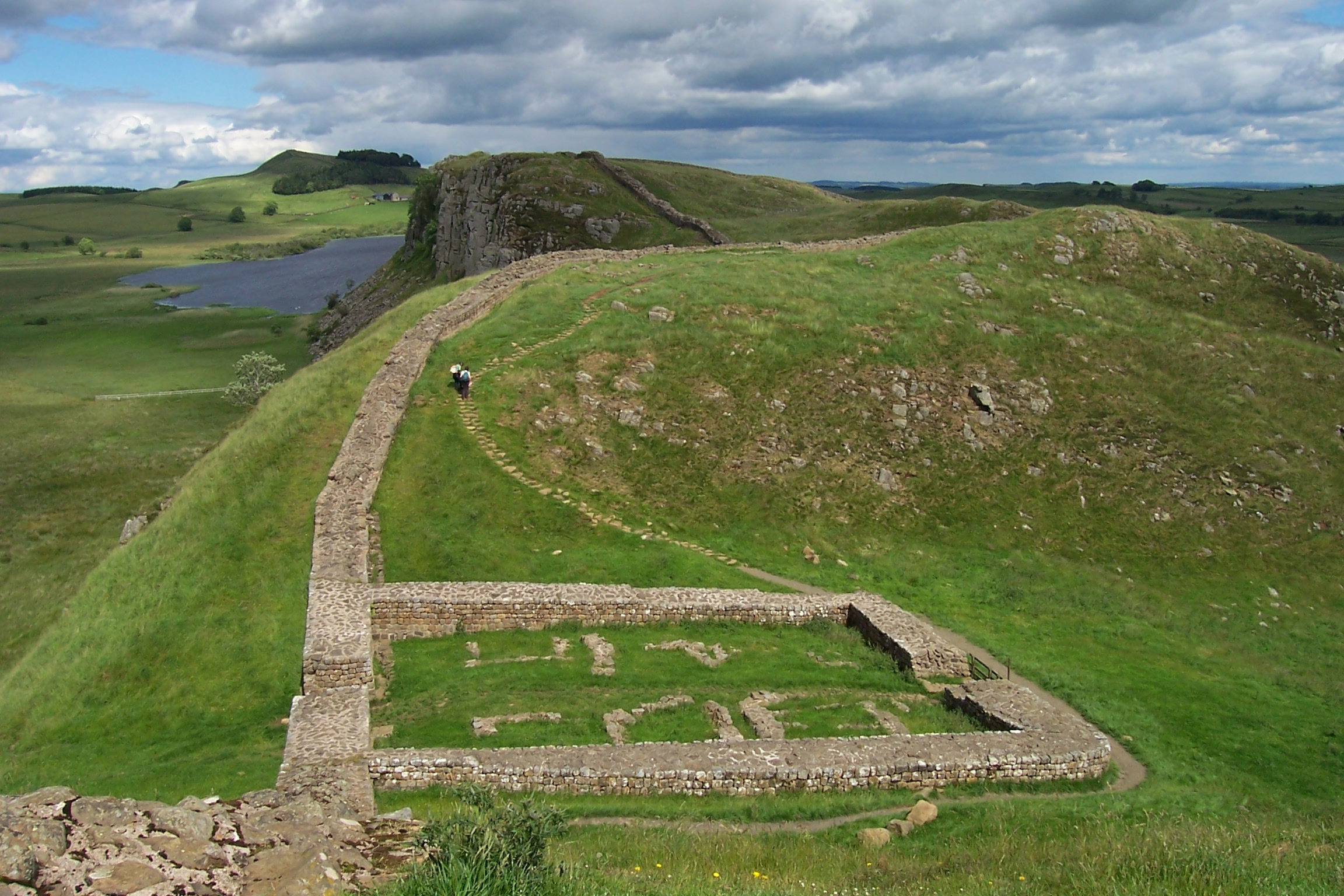
Le Mur a été inspiré par le mur d'Hadrien, construit par les Romains au II au Nord de l'Angleterre.

Le Mur est une gigantesque muraille de glace, de pierre et de magie qui sépare le royaume des Sept Couronnes des terres glacées et sauvages situées au-delà. La Garde de Nuit est chargée de son entretien et de sa surveillance. Ses membres ont fait le serment de protéger le Royaume des Sauvageons et des créatures fantastiques vivant de l'autre côté du Mur. Le Mur mesure plus de 482 kilomètres (300 mi) de long et plus de 213 mètres (699 pi) de haut (270 m en comptant les fondations). Son sommet est assez large pour qu'une douzaine de cavaliers galopent de front (soit environ 10 m), alors que sa base est si large que les portes pour le traverser sont plutôt des tunnels de glace.
Le Mur est inspiré par le mur d'Hadrien, une muraille construite par les Romains au IIe siècle entre les actuelles Angleterre et Écosse. En en visitant les ruines, Martin s'est demandé ce que les centurions romains venus des terres latines et postées en garnison sur le mur devaient penser des menaces inconnues qui pouvaient venir du Nord. Cette expérience a été si profonde qu'une décennie plus tard, en 1991, il a décidé d'écrire « une histoire sur les gens qui montent la garde au bout du monde, », et plus tard, sur « les choses qui débarquent d'un nord fictif, bien plus terrifiantes que les Écossais ou les Pictes. » L'auteur a cependant ajusté la taille de son Mur à la nature magique de son univers.
Les légendes narrées dans les romans racontent que les Premiers hommes, et plus spécifiquement Brandon le Bâtisseur, avec l'aide des géants, ont construit le Mur plus de 8 000 ans avant les événements de la série. Le Mur est depuis entretenu par les membres de la Garde de Nuit. Une bande de terre au sud du Mur, connue sous le nom de « Don », leur a été offerte quelques milliers d'années plus tôt pour leur permettre de la cultiver,. Châteaunoir est le principal château appartenant à la Garde de Nuit et est situé au milieu du Mur, à mi-chemin entre les côtes Est et Ouest. Sur les dix-neuf forts bâtis le long du Mur, dix-sept ont été occupés, et seulement trois le restent au moment où les romans débutent. En plus de Châteaunoir qui compte 600 hommes, les autres forts de la Garde de Nuit sont la Tour Ombreuse avec 200 gardes, et Fort-Levant avec le reste des forces de la fraternité.
Dans la série Game of Thrones, le Mur est filmé dans la carrière abandonnée de Magheramorne, près de Belfast en Irlande du Nord, bien que les scènes se déroulant en haut du Mur aient été tournées dans les studios Paint Hall,.

#### De l'autre côté du Mur
De l'autre côté du Mur est la région qui s'étend tout au nord. Ses limites et ses dimensions sont incertaines, mais la région semble être bien plus vaste que les autres régions du continent. Elle est décrite comme un territoire glaciaire, semblable par sa topographie et son climat à l'Islande, le Groenland ou aux terres les plus septentrionales de la Terre. George R. R. Martin nuance cela en expliquant que la région de l'autre côté du Mur est bien plus vaste que l'Islande ou même que le Groenland, même si leur climat polaire (toundra, champs de glace) est similaire. De plus, la région située immédiatement derrière le Mur est une forêt dense, ce qui renvoie plutôt aux forêts canadiennes. Rappelant que la fantasy permet des extravagances avec les lois de la nature, l'auteur compare les hautes montagnes de son Nord avec celles de l'Himalaya.
Dans la première saison de l'adaptation d'HBO, le territoire du Nord est filmé dans des endroits décorés de neige artificielle. Pour les saisons suivantes, la production s'est rendue en Islande, sur le glacier de Svínafellsjökull et de Skaftafell, puis dans les régions de Smyrlabjörg et Vík. Pour la troisième saison, les environs du lac Mývatn, au nord du pays, ont servi de décor à plusieurs scènes, ainsi que la grotte de Grjótagjá,.

Lieux de tournage de la série
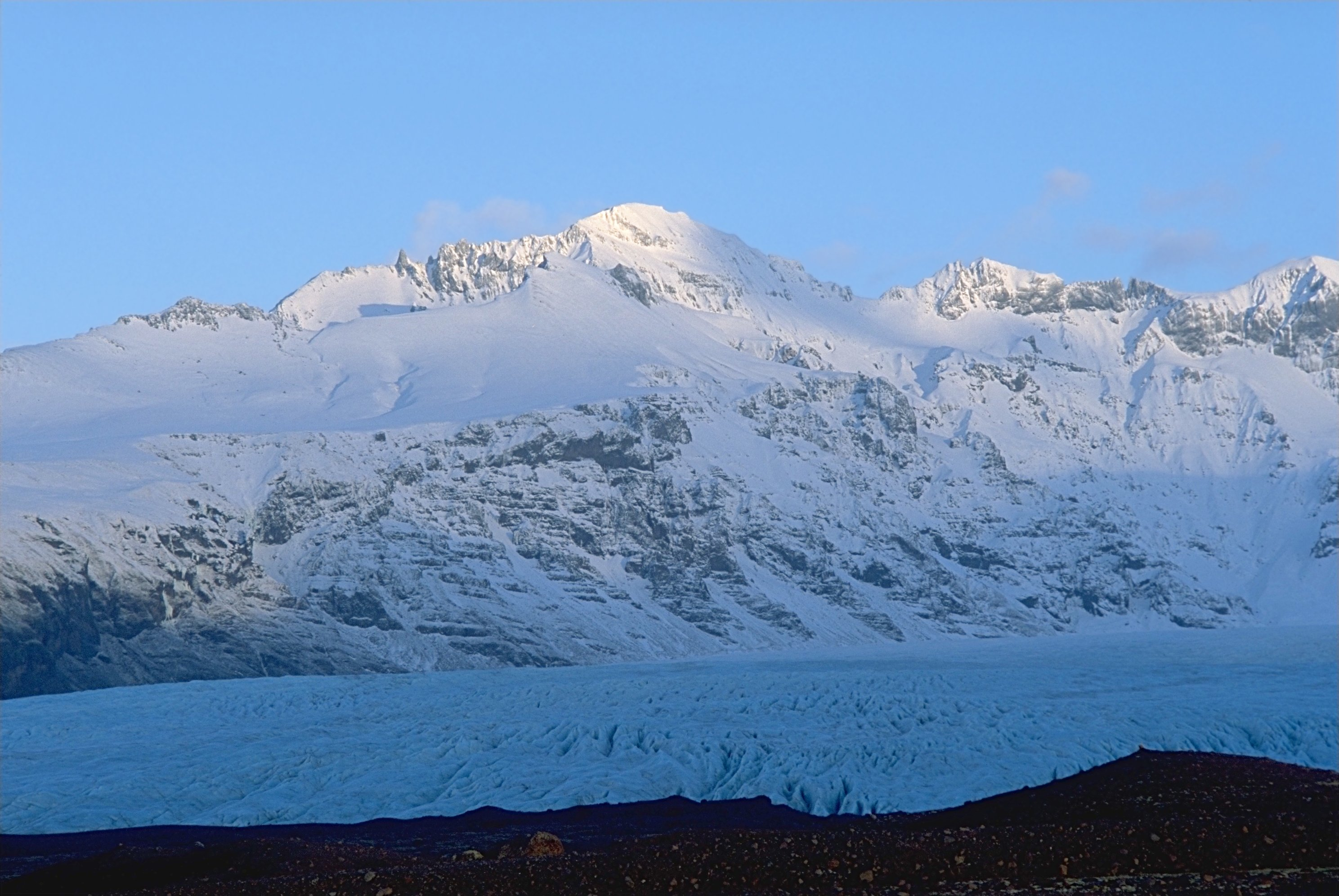
Les scènes de l'autre côté du Mur ont été tournées sur le glacier de Vatnajökull (Islande).
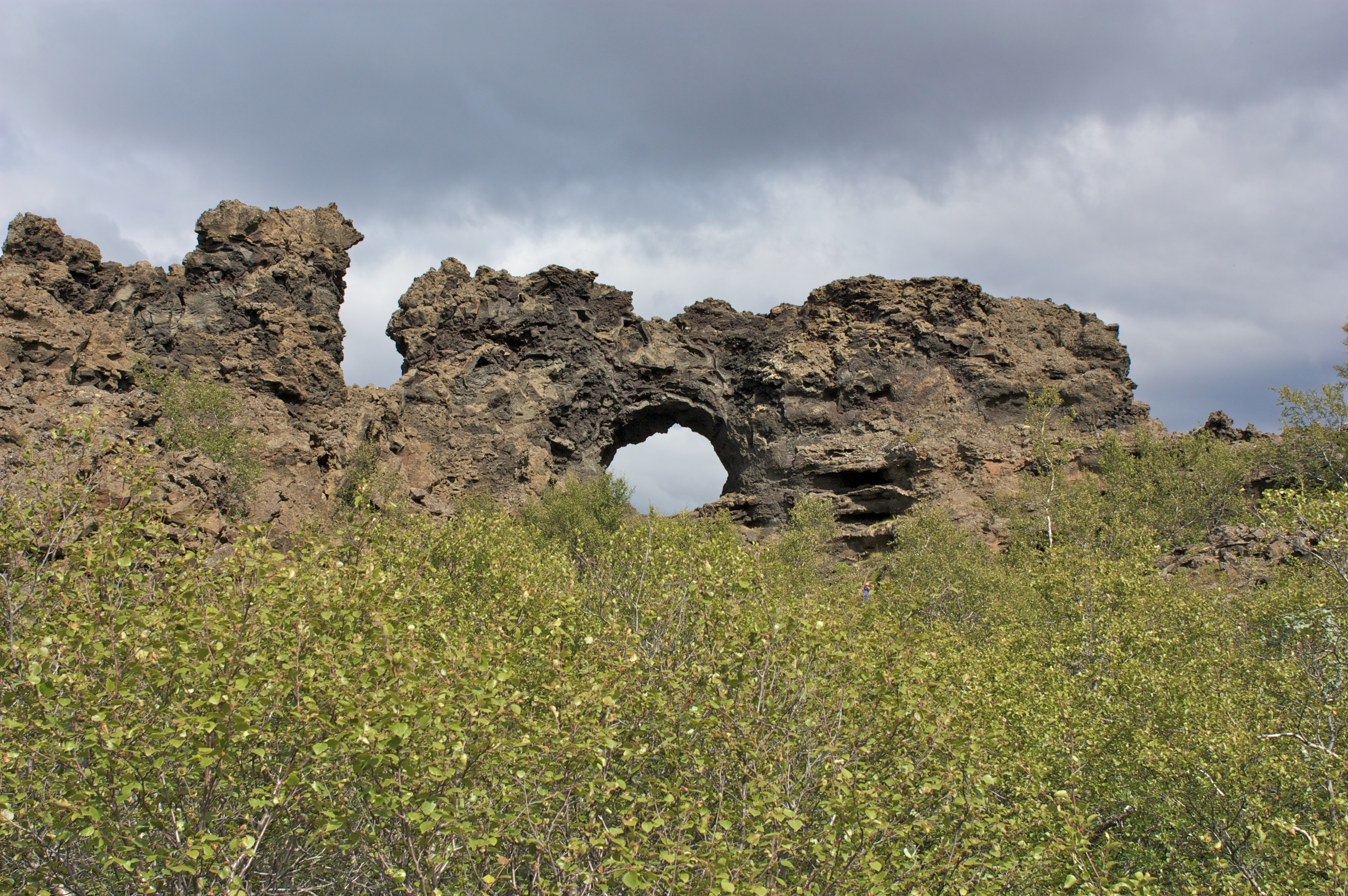
Les rochers de Dimmuborgir ont servi de décor au camp des Sauvageons de Mance Rayder.
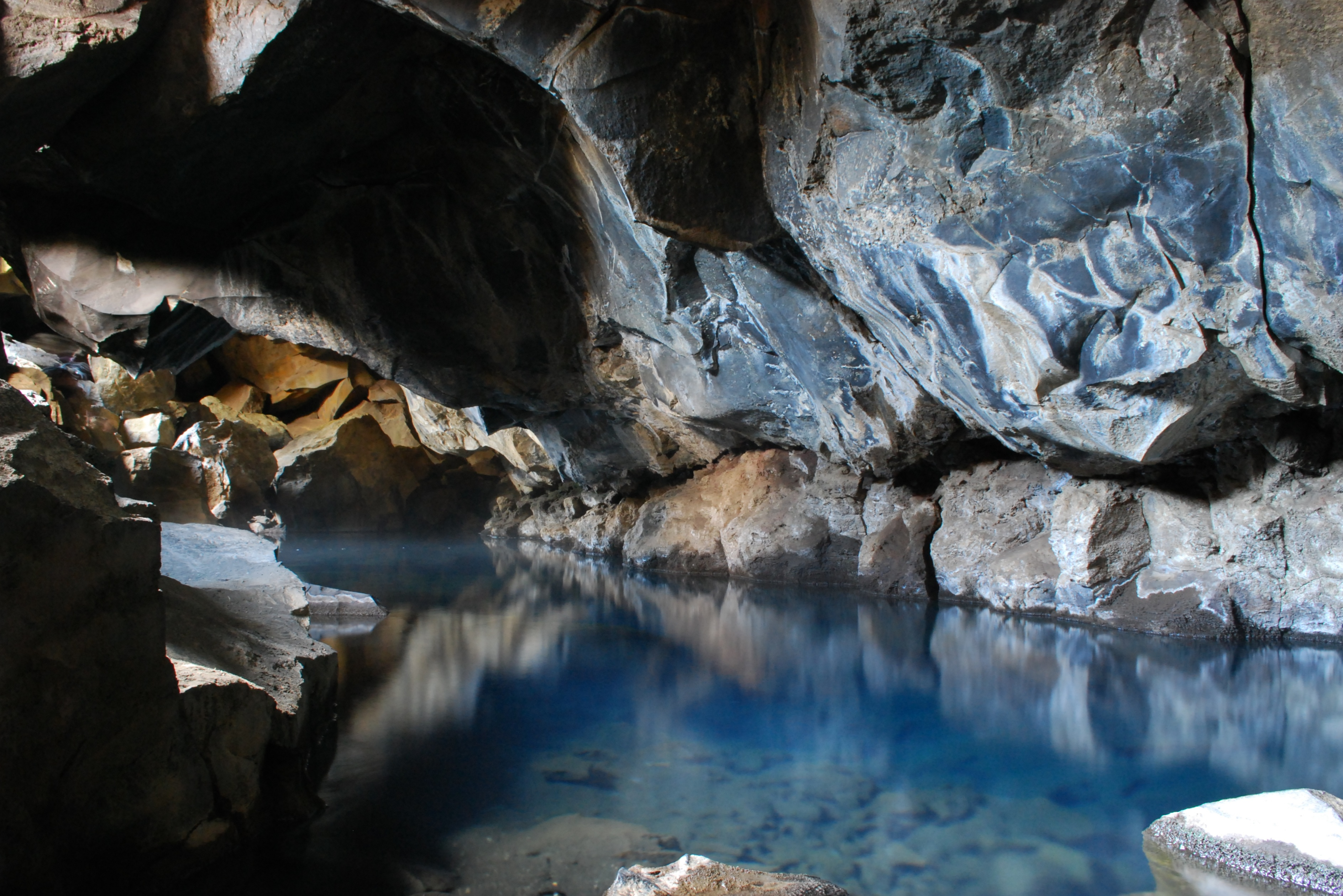
La scène d'amour entre Jon et Ygrid (roman)/Ygritte (série télévisée) a été filmée dans la grotte de Grjótagjá.

### Conflans
Le Conflans (en anglais : Riverlands), domaine de la maison Tully de Vivesaigues, est une région de Westeros bordée par le Neck au nord, par le Val d'Arryn et les Terres de la Couronne à l'est, et par le Bief et les Terres de l'Ouest au sud et à l'ouest. C'est une région densément peuplée et fertile, traversée par de nombreux cours d'eau. Les bâtards y sont nommés « Rivers ».
Les maisons Frey des Jumeaux, Mallister de Salvemer, Bracken de la Haye-Pierre, Nerbosc de Corneilla, Darry de Darry-le-château et Racin de Herpivoie ont leurs fiefs au nord du Conflans. Les maisons Whent d'Harrenhal, Petibois de La Glandée, Piper de Château-Rosières et Mouton de Viergétang ont, eux, leurs fiefs au sud de la région.
Sa localisation centrale et sa topographie en fait une région-pivot des Sept Couronnes, un carrefour tant géographique que stratégique, tout en étant dépourvue des défenses naturelles présentes dans d'autres régions. Lieu de nombreuses batailles, elle est passée de mains en mains au cours des siècles sans jamais devenir le « huitième » royaume de Westeros. À l'époque d'Aegon le Conquérant, le Conflans était dirigé par Harren le Noir, le roi des Îles de fer. La maison Tully se rebella contre lui et s'allia à Aegon Targaryen, devenant par la suite la principale maison de la région.

Lieux de tournage de la série
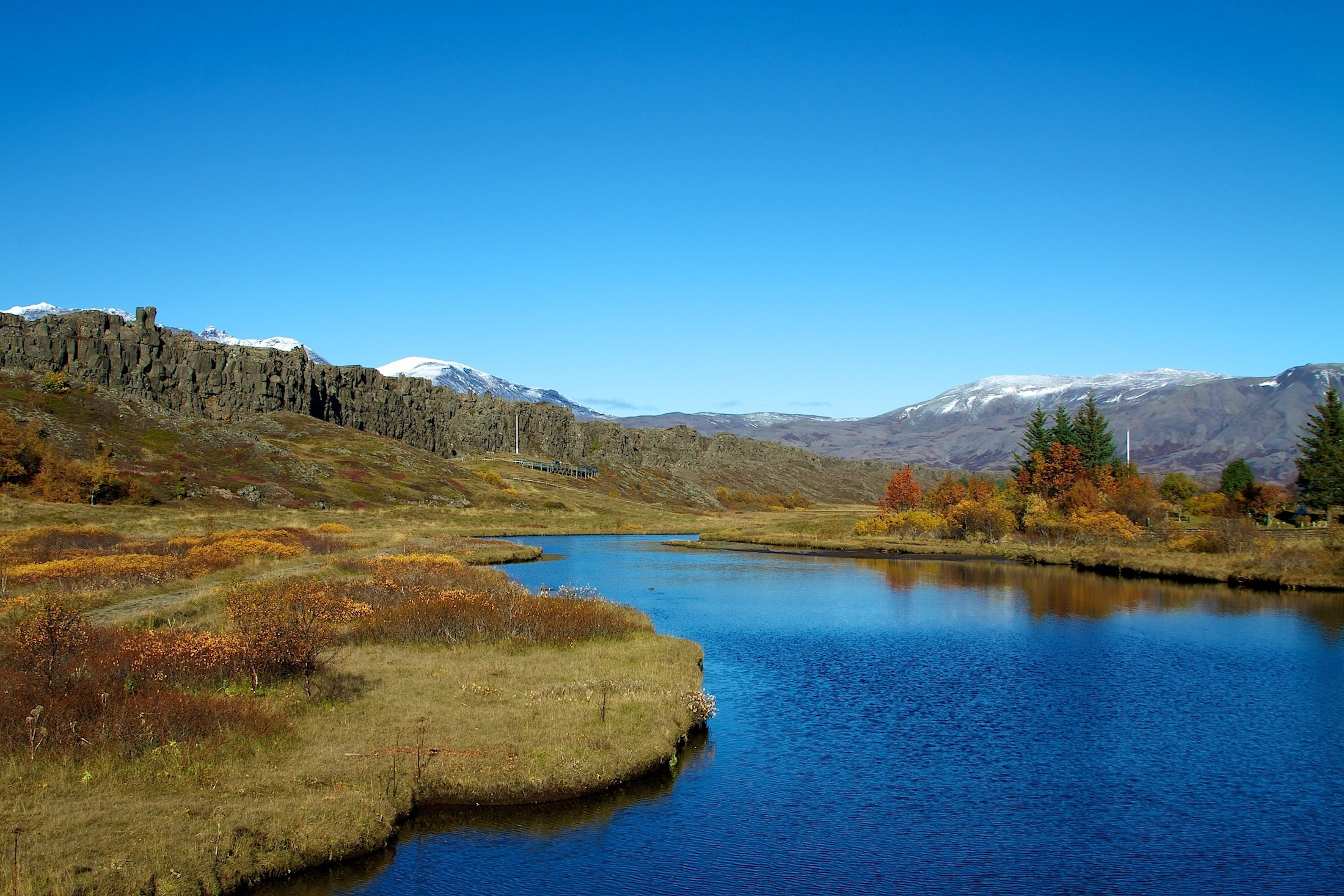
Le voyage d'Arya et Sandor Clegane à travers Westeros a en grande partie été filmé au Parc national de Þingvellir (Islande)[11].
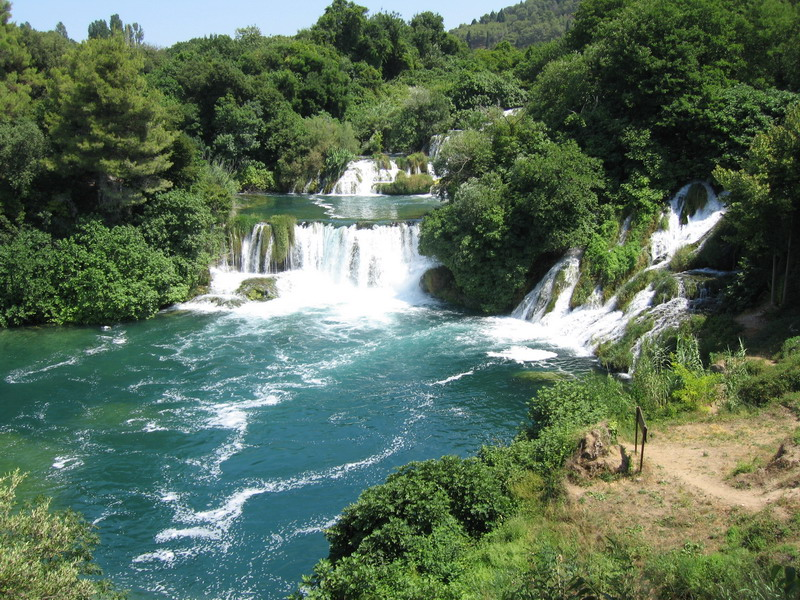
Le Parc national de Krka (Croatie) a aussi été utilisé pour représenter les divers paysages de l'Ouest[11].

#### Harrenhal
Harrenhal a été construite par Harren le Noir pour être la plus grande forteresse des Sept Couronnes. Bâtie en pierre noire, elle est composée de cinq tours massives et d'une grande salle assez large pour contenir une armée. Les personnages des romans font référence à Harrenhal comme étant un monument à l'arrogance d'Harren. Mais alors qu'il a été construit pour résister à n'importe quelle attaque terrestre, Aegon le Conquérant l'attaqua par les airs. Les épais et gigantesques murs ne furent d'aucun secours contre le feu des dragons d'Aegon, et celui-ci fit fondre la pierre du château, tuant Harren et sa lignée par la même occasion,. Depuis cet épisode, plusieurs maisons nobles l'ont successivement occupé mais toutes ont connu un destin funeste, lui valant la réputation d'être maudit,. Celle-ci, en plus des difficultés logistiques et économiques inhérentes à un château si colossal à maintenir et à sécuriser, en fait quelque chose ressemblant à un éléphant blanc.
Harrenhal est, à l'époque de la saga, dans un état de délabrement avancé et seule une petite partie de la forteresse est utilisée par ses occupants. Après que Tywin Lannister s'est emparé du château, sa fille, la reine régente Cersei, en fait la propriété de Janos Slynt, mais son frère Tyrion, la Main du roi, révoque cette décision et envoie Slynt au Mur. Après la bataille de la Nera, Lord Baelish en devient le seigneur nominal. Par la suite, la forteresse a changé de mains plusieurs fois et a été le lieu de nombreuses atrocités.

#### Vivesaigues
Vivesaigues (en anglais : Riverrun), demeure de la maison Tully, est un château situé aux confluents de la Ruffurque (Red Fork) et de la Culbute. C'est une place forte triangulaire, difficile à prendre car deux de ses côtés sont bordés par les deux fleuves et le troisième peut être inondé en cas de siège, faisant du château une île. La forteresse est couronnée par une massive tour de guet, permettant à ses occupants de repérer l'ennemi à des kilomètres à la ronde.
Au cours de la guerre des cinq rois, Jaime Lannister assiège Vivesaigues avec une immense armée, mais il est défait et capturé par Robb Stark au cours de la bataille du Bois-aux-Murmures alors que ses forces sont anéanties. Lorsque Lord Tywin Lannister tente de l'assiéger à nouveau, Edmure Tully parvient à repousser ses assauts. Après le meurtre du Roi du Nord aux Noces pourpres, les Lannister et les Frey s'allient et organisent un nouveau siège, le château étant alors défendu par Ser Brynden Tully « le Silure », remplaçant son neveu Edmure retenu captif par Lord Frey aux Jumeaux. Lorsque Jaime Lannister fait un marché avec Edmure Tully, Vivesaigues devient la propriété d'Emmon Frey, un allié des Lannister.

#### Jumeaux
Les Jumeaux, siège de la maison Frey, forment une forteresse constituée de deux donjons, situés chacun sur une rive de la Verfurque, très profonde et rapide en ce lieu. Ils sont reliés entre eux par un pont au centre duquel se tient une tour fortifiée, la tour de l'Eau. Le pont est composé d'une arche massive de pierre grise et est assez large pour que deux charrettes s'y croisent. Les Frey contrôlent le passage depuis six siècles et y exercent un droit de péage, les autres routes pour traverser la rivière se situant à plusieurs jours de voyage. L'ensemble fortifié (sans les donjons aux extrémités) a nécessité trois générations pour être construit ; les deux donjons aux extrémités du pont sont postérieurs à cet ensemble, et, de bois, ont été rebâtis en pierre, protégés par de hauts remparts et des douves. Les Frey étant à la fois riches et nombreux, ils sont la plus puissante famille vassale de la maison Tully. Cependant, ils ont par le passé donné des raisons de remettre en cause leur loyauté, et le seigneur actuel, Lord Walder Frey, est connu dans le royaume pour être un vieil homme irritable et fier, surnommé « le Tardif » pour son engagement retardé dans les conflits, souvent après s'être assuré que ses alliés allaient l'emporter.
Pendant la guerre des cinq rois, les Frey se rebellent contre le Trône de fer et s'allient au Roi du Nord après la promesse de Robb Stark d'épouser l'une des filles de Lord Frey. Mais lorsque Stark annule son engagement, Frey décide de se venger de l'affront subi. Sous le prétexte du mariage entre sa fille, Lady Roslin, et Lord Edmure Tully, Lord Frey conspire avec Roose Bolton et Tywin Lannister, et ensemble, ils organisent l'assassinat des convives au mépris des lois de l'hospitalité en vigueur à Westeros. Cet événement est surnommé « les Noces pourpres ».

### Val d'Arryn
Le Val d'Arryn est une région montagneuse bordée par le Conflans à l'ouest et les Terres de la Couronne au sud. Le Val en lui-même entoure presque entièrement les montagnes de la Lune, situées à l'est de Westeros. C'est le domaine de la maison Arryn, l'une des plus anciennes famille noble descendante des Andals, et, avant la conquête d'Aegon Targaryen, rois des Montagnes et du Val. Sa capitale, les Eyrié, est un petit château réputé insaisissable.
Les maisons Sunderland de Sortonne, Froideseaux de Froideseaux, Pryor du Galet, Elesham des Piz, Lynderly de Guivrebois, Corbray de Cordial et Belmore de Forchant occupent les fiefs nordiques de la région. Les maisons Vanbois des Chênes-en-Fer, Melcolm de Vieux Havre, Royce de Roche-aux-Runes, Grafton de Goëville, Rougefort de Rougefort et Cirley de Combemèche ont leurs fiefs au sud du Val d'Arryn.
La seule route menant au Val est un sentier de montagne périlleux, grouillant d'animaux sauvages appelés lynx-de-fumée, parsemé d'éboulements, et régulièrement attaqué par des clans montagnards ne se soumettant pas à l'autorité royale. La route aboutit à l'unique entrée du Val, la Porte sanglante, qui consiste en une paire de tours de guet connectée par un pont, située sur un rétrécissement de la route où à peine quatre hommes peuvent marcher côte à côte. Peu après la porte, le val s'étend aux pieds du voyageur. La protection naturelle qu'offrent les montagnes alentour donne au Val un climat tempéré, et il est composé de grands prés fertiles, de bois, de larges rivières et de centaines de petits lacs. La fonte des neiges venue des montagnes, ainsi que la cascade nommée « les Larmes d'Alyssa », en font une région ne craignant pas la sécheresse,. Les bâtards y sont nommés « Stone ».

Lieux de tournage de la série
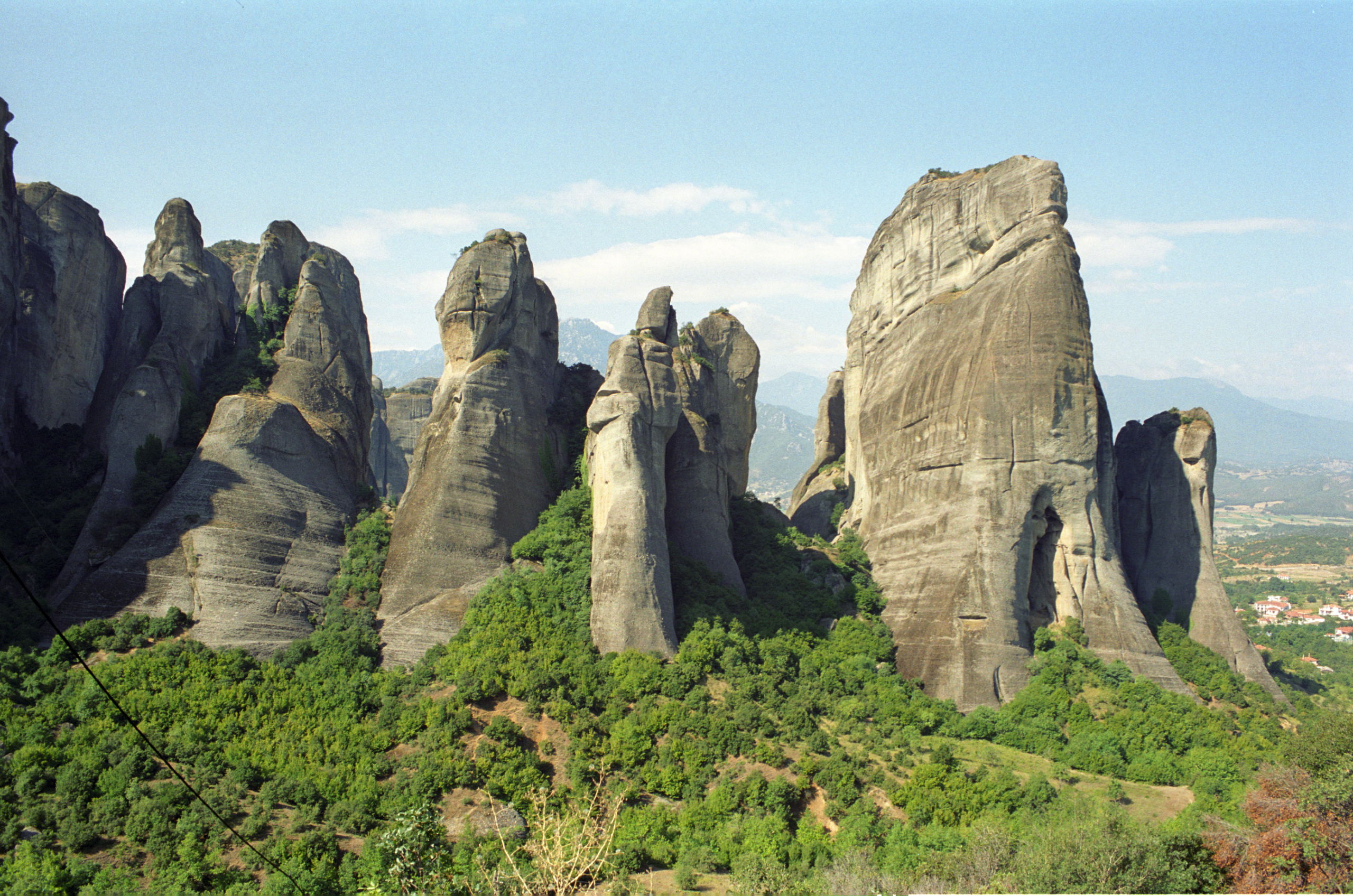
Les Météores en Grèce ont servi de base pour représenter le Val.

#### Eyrié

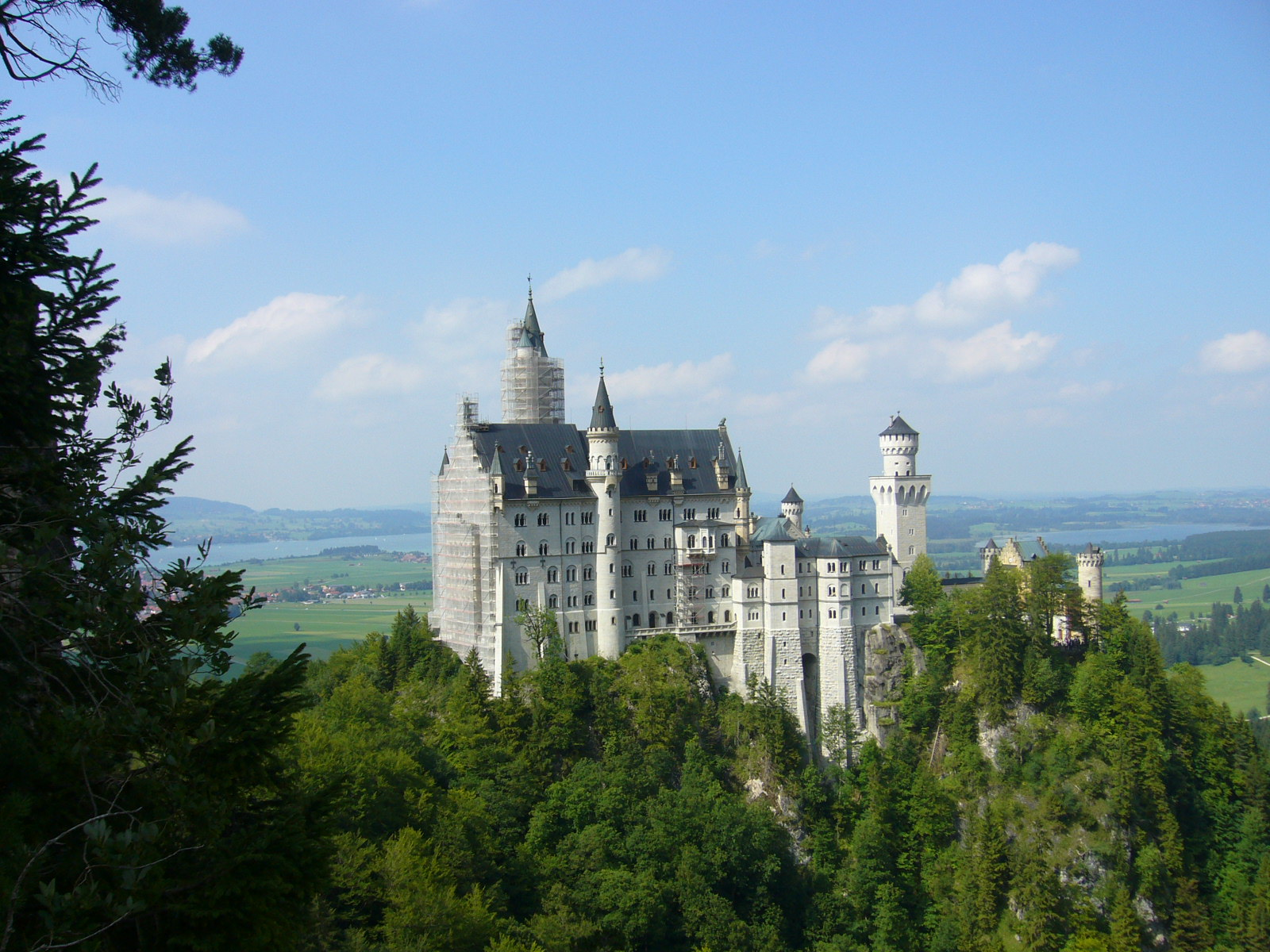
Le château de Neuschwanstein a inspiré George R. R. Martin pour les Eyrié.

Les Eyrié, demeure de la maison Arryn, est une forteresse réputée imprenable car elle est située au sommet d'une haute montagne, la Lance du Géant, et n'est accessible que par un étroit sentier se terminant par une cheminée naturelle, ou par des nacelles hissées par des treuils. Le sentier se fait à dos de mule, et est gardé par un fort appelé les Portes de la Lune suivi de trois postes de garde successifs nommés Pierre, Neige et Ciel. Les Eyrié se tiennent en équilibre au sommet de la montagne plusieurs milliers de mètres au-dessus du niveau de la mer. Après Ciel, une dernière ascension mène au château lui-même ; elle se fait à l'intérieur de la montagne où ont été creusées des marches, formant une échelle de pierre. En raison des conditions climatiques difficiles dans les montagnes, l'escalade jusqu'aux Eyrié n'est possible qu'en été ; en hiver, les habitants du château vivent aux Portes de la Lune.
Les Eyrié, le plus petit des grands chateaux de Westeros, consistent en sept étroites tours groupées ensemble. Contrairement aux autres forteresses, celle-ci ne possède ni écurie ni chenil ni forge, mais son grenier est aussi large que celui de Winterfell et peut subvenir aux besoins des cinq cents habitants pendant plus d'un an. Étant donné la configuration du château, on n'y héberge pas de bétail, mais le ravitaillement en nourriture se fait par les nacelles, qui permettent aussi occasionnellement de hisser des invités. Le château est construit en pierre pâle et décoré de blanc et de bleu, les couleurs du ciel et de la maison Arryn. Dessiné pour être aussi gracieux qu'un château de glace, l'intérieur offre cependant confort et chaleur, avec de nombreuses cheminées et des matériaux de luxe. Les chambres ont une vue panoramique sur le Val, les montagnes de la Lune et la cascade des Larmes d'Alyssa. Les prisons du château, surnommées les « cellules célestes », sont célèbres dans tout le royaume : elles ne comportent que trois murs et sont ouvertes sur le ciel ; de plus, les sols sont légèrement déclives, laissant les prisonniers terrifiés glisser ou tomber dans le vide pendant leur sommeil. Plusieurs ont préféré se suicider plutôt que d'y rester enfermés. Les exécutions se font sans bourreau, par l'intermédiaire de la porte de la Lune qui s'ouvre sur le vide depuis la grande salle du château. Les condamnés y sont poussés pour aller s'écraser sur les falaises deux cents mètres plus bas.
Le château est la propriété de Lord Jon Arryn, le mentor de Ned Stark et Robert Baratheon avant la Rébellion de Robert contre Aerys II. Après la guerre, Jon Arryn est nommé Main du Roi par le nouveau roi Robert Ier. Lorsque Lord Arryn est assassiné au début des romans, sa femme, Lady Lysa Arryn quitte Port-Réal pour se réfugier aux Eyrié avec son jeune et fragile fils, Robert. Refusant de s'allier à aucun des prétendants au Trône de fer pendant la guerre des cinq rois, elle décide finalement d'épouser Lord Petyr Baelish et par là-même, de s'allier à la maison Lannister.
George R. R. Martin s'est inspiré du château de Neuschwanstein pour créer la résidence de la maison Arryn. La série télévisée de HBO a choisi de recréer les Eyrié en images de synthèse, en utilisant des images des formations rocheuses grecques des Météores. La production avait à l'origine l'intention de se déplacer jusqu'en Chine pour tourner dans les montagnes Zhangjiajie de la région du Wulingyuan, mais il a été plus pratique de tourner les scènes dans les studios Paint Hall en Irlande et de les intégrer par ordinateur aux montagnes des Météores. Le château en lui-même est représenté différemment que tel qu'il est décrit dans les romans,.

### Îles de Fer
Les Îles de Fer, domaine de la maison Greyjoy, sont un archipel de sept îles situées au large du Conflans, sur la côte ouest de Westeros. Elles doivent leur nom à la présence de nombreuses mines de fer. Ces îles ont un sol pauvre et rocailleux et leurs habitants, les « Fers-nés », vivent principalement de la pêche et du pillage de terres plus fertiles. Les îles sont nommées Pyk, Grand Wyk, Vieux Wyk, Harloi, Salfalaise, Noirmarées et Orkmont. Les bâtards y sont nommés « Pyke ».
En raison de leur histoire navale, les Fers-nés ont une redoutable réputation de « terreur des mers ». Ils vénèrent le Dieu noyé qui leur a donné la possibilité de « piller et violer, de se forger des royaumes et d'écrire leurs noms dans le feu, le sang et le chant ». Au cours des siècles, ils ont régné sur des territoires bien plus grands que les seules Îles de Fer, comme le Conflans, et une grande partie de l'ouest de Westeros. Lorsqu'Aegon le Conquérant a éliminé la lignée de Harren le Noir, il choisit la maison Greyjoy pour diriger les Fers-nés.

#### Pyk
Pyk (en anglais : Pyke) est le siège de la maison Greyjoy. C'est une forteresse constituée de plusieurs tours bâties sur trois îles principales à l'extrémité d'une péninsule rocailleuse, sur l'île de Pyk. Les tours sont reliées par des ponts et passerelles battus par les vents et le martellement de la mer en contrebas. Lordsport est un village de l'autre côté de l'île, dominé par le château de la maison Botley. Pendant la rébellion des Greyjoy, le village et le château de Botley ont été rasés par l'armée de Robert Baratheon, et Pyk a été assiégé et conquis par les forces d'Eddard Stark. Alors que les Fers-nés sont décimés, Lord Greyjoy est tenu d'envoyer son plus jeune fils, Theon, comme pupille de Ned Stark à Winterfell, en punition de sa révolte.
Dans la série Game of Thrones, la ville de Ballintoy et Murlough Bay, en Irlande du Nord, ont été utilisées pour représenter les Îles de Fer,.

Lieux de tournage de la série
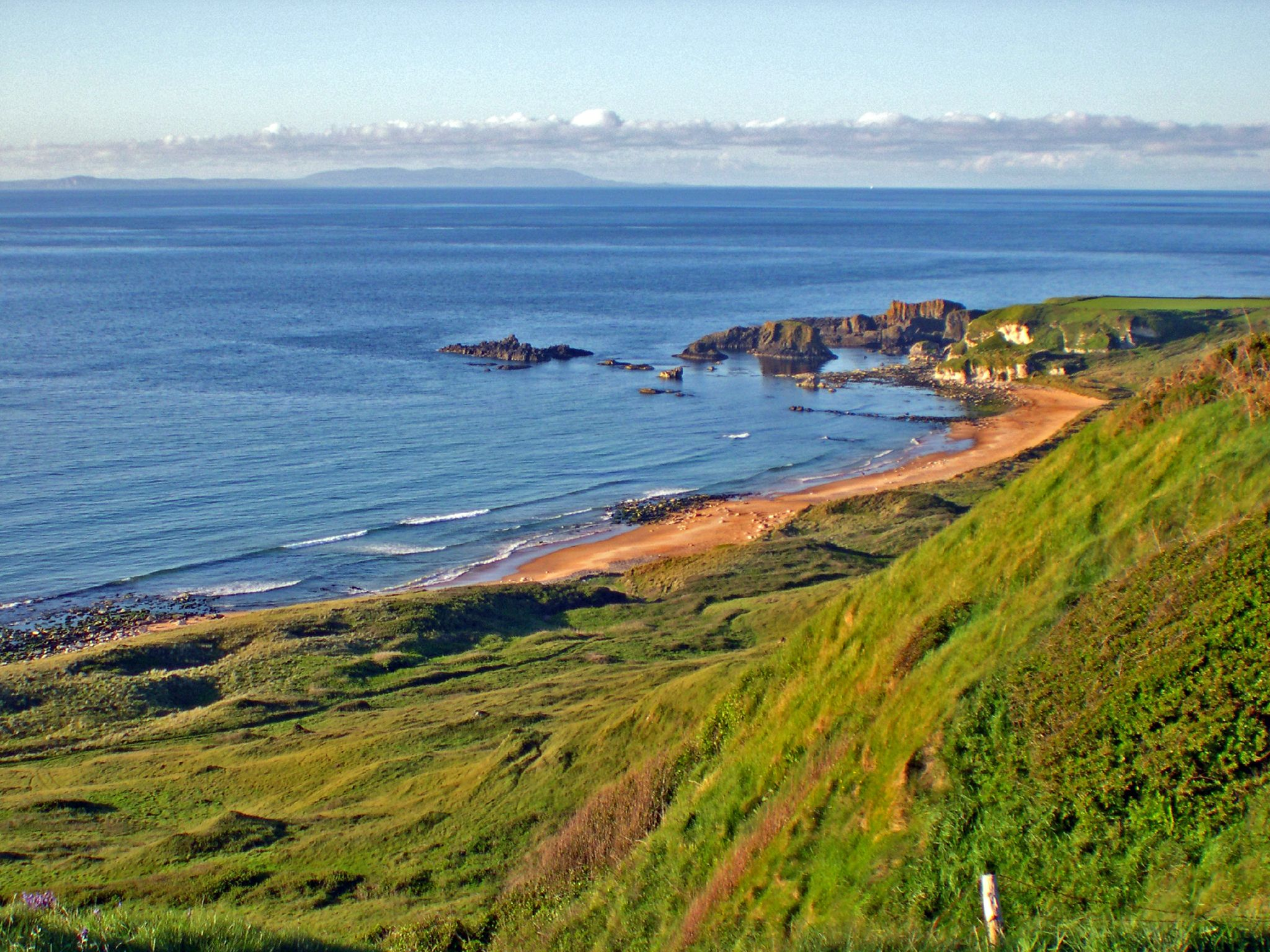
La région de Ballintoy (Irlande du Nord) a servi de décors au port de Pyk.
L'arrivée de Théon à Pyk a été tournée à Murlough Bay.

### Terres de la Couronne
Les Terres de la Couronne, fief ancestral de la maison Targaryen, sont bordées par le Val d'Arryn au nord, le Conflans à l'ouest, et les Terres de l'Orage au sud. Les rois Targaryen, après leur conquête des Sept Couronnes, en ont fait l'une des neuf régions de Westeros et en y établissant leur capitale à Port-Réal. Les Terres de la Couronne sont formées par les côtes littorales de la baie de la Néra, ainsi que l'île de Peyredragon, la patrie des Targaryen située à l'entrée de la baie. Port-Réal est devenue la plus grande ville de Westeros. Les bâtards y sont nommés « Waters ».

#### Peyredragon
Peyredragon (en anglais : Dragonstone) est une île volcanique située dans la baie de la Nera. Demeure ancestrale de la maison Targaryen, elle est à l'origine l'avant-poste occidental de l'ancienne cité de Valyria, où les derniers Targaryen ont survécu avec leurs dragons après la destruction de leur cité natale. Un siècle plus tard, Aegon Targaryen et ses sœurs Rhaenys et Visenya ont lancé une grande campagne militaire en vue de la conquête du continent. Les descendants d'Aegon ont régné sur le Trône de fer pendant des siècles. La citadelle éponyme, dont l'architecture est consacrée aux dragons, est une forteresse massive et austère occupant la majorité de l'île.
Au cours de la rébellion de Robert, un peu avant le sac de Port-Réal, la reine Rhaella Targaryen, alors enceinte, et son fils Viserys, ont été envoyés à Peyredragon avec une garnison d'hommes loyaux. Lorsque la capitale est finalement tombée, le nouveau roi Robert envoie son frère Stannis Baratheon prendre possession de l'île. Alors que la reine est morte en couches, la garnison de la forteresse tente de négocier avec Stannis afin d'échanger les deux enfants, Viserys et Daenerys, contre leurs vies. Mais les derniers hommes loyaux à la défunte famille royale, menés par Ser Willem Darry, parviennent à s'enfuir à Essos avec les deux derniers héritiers Targaryen. Stannis conquiert Peyredragon facilement, et le roi l'en nomme seigneur nominal, alors que son plus jeune frère Renly obtient Accalmie, l'ancien siège de la maison Baratheon. Après la mort de Robert, Stannis se déclare roi, accusant la reine d'inceste et traitant son propre frère d'usurpateur lorsque celui-ci s'autoproclame roi des Sept Couronnes.
Dans Game of Thrones, la majorité des scènes se déroulant à Peyredragon sont tournées dans les studios nord-irlandais de Belfast, mais une scène, où Stannis brûle les statues de bois des Sept dieux, a été filmée sur la plage de Downhill Strand, en Irlande du Nord,.

Lieux de tournage de la série
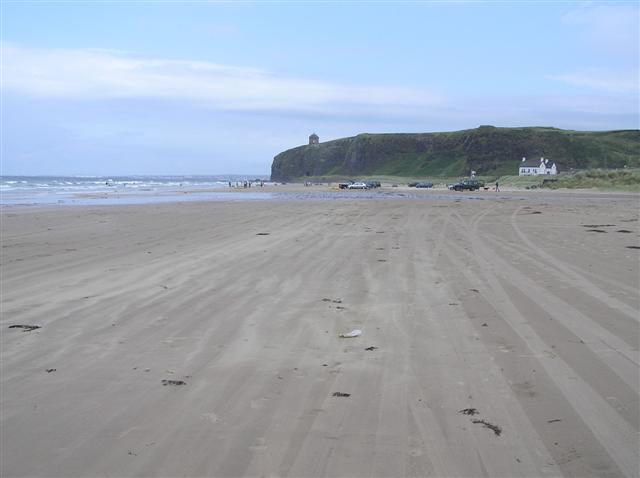
La plage de Downhill Strand (Irlande du Nord) a été utilisée pour celle de Peyredragon.
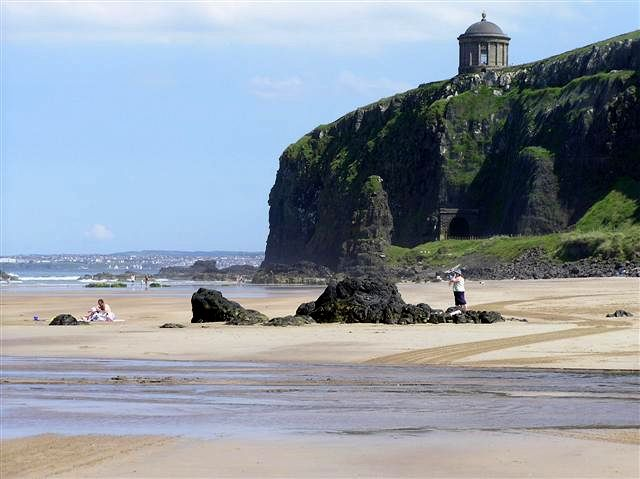
Le temple de Mussenden, perché au-dessus de la plage de Downhill, est aussi représenté.
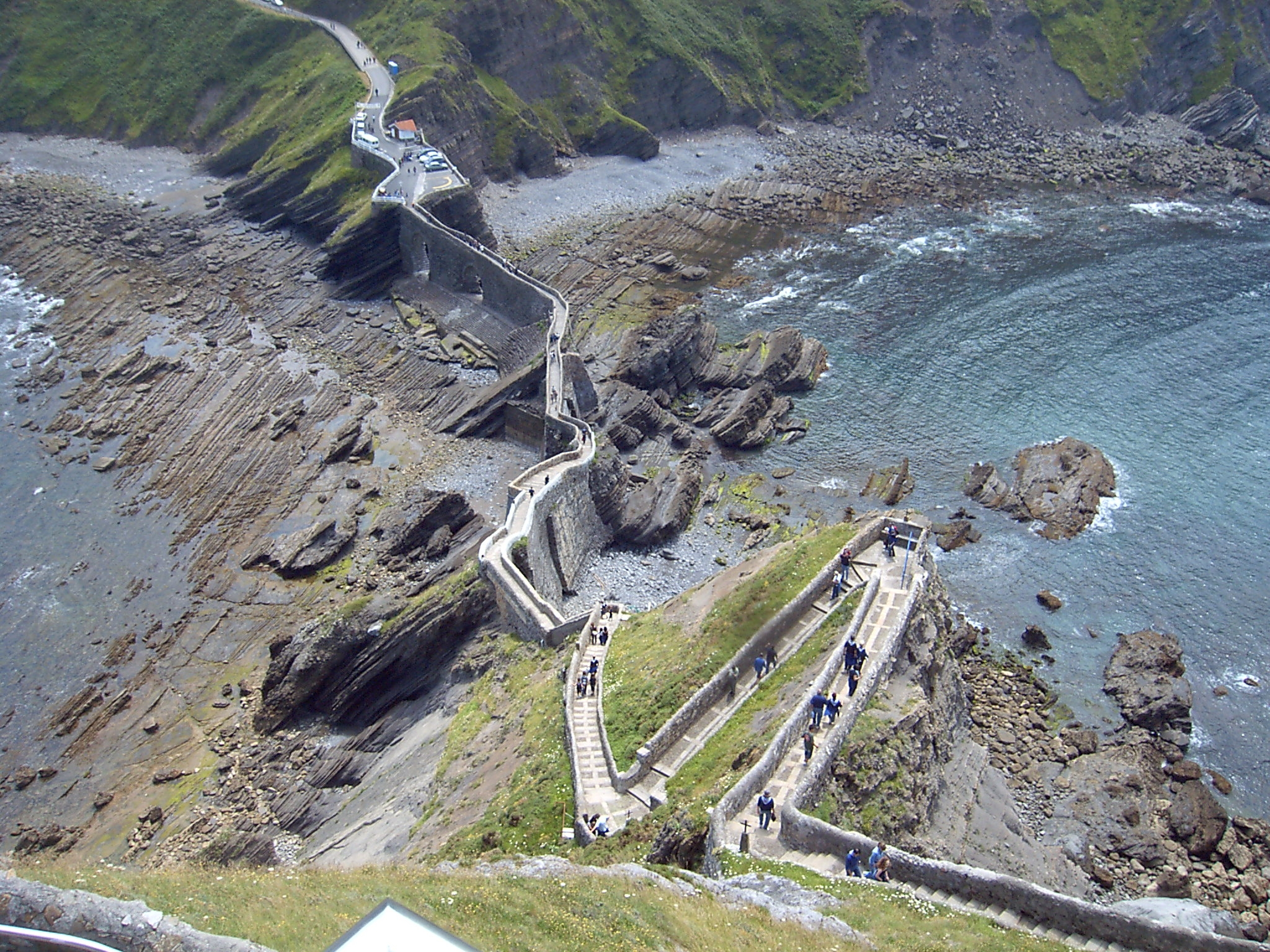
L'escalier de Gaztelugatxe (Pays basque) représente l'escalier menant à Peyredragon dans la saison 7.

#### Port-Réal
Port-Réal (en anglais : King's Landing) est la capitale du royaume, ainsi que la ville la plus peuplée des Sept Couronnes avec environ 500 000 habitants. Située à l'embouchure de la Nera, à l'endroit où Aegon le Conquérant a débarqué lorsqu'il a entrepris la conquête du continent. La ville est entourée de remparts sous la responsabilité du Guet, dont les hommes sont surnommés les « manteaux d'or ». Elle est bâtie sur trois collines, nommées Aegon, Rhaenys et Visenya, du nom du premier roi et de ses deux sœurs. Les roturiers vivent pour la plupart hors de la ville, alors qu'elle est réputée pour être surpeuplée, disgracieuse, sale et nauséabonde. La maison Baratheon règne sur la ville et le royaume au début de la saga.
Le château royal, le Donjon rouge, est situé sur la colline d'Aegon ; c'est le siège de la cour. Le donjon est aussi le lieu où se tient le Trône de fer, construit par Aegon avec les épées de ses ennemis vaincus. La légende dit que le roi a demandé que les lames des épées restent tranchantes, persuadé qu'un bon monarque ne devrait jamais être assis confortablement lorsqu'il est à l'écoute de ses sujets. Le Grand septuaire de Baelor, siège principal du culte des Sept et résidence du Grand Septon, se trouve quant à lui sur la colline de Visenya. Le quartier le plus pauvre et mal famé de la ville, Culpucier, se situe au sud de la colline de Rhaenys, au sommet de laquelle se dressent les ruines de Fossedragon, où les dragons de la maison Targaryen étaient autrefois logés.
George R. R. Martin a comparé Port-Réal aux villes médiévales de Paris ou de Londres.
Dans la première saison de la série télévisée Game of Thrones, c'est l'ancienne capitale de Malte, Mdina, qui a servi de décors à la capitale. Comme Port-Réal, Mdina est une cité médiévale entourée de remparts et bâtie sur une colline ; elles diffèrent par le fait que Mdina est une ville située à l'intérieur des terres. La production a donc dû se contenter de plans intérieurs, comme les rues ou les portes de la ville. Quelques scènes ont été filmées dans d'autres emplacements proches situés sur l'île, comme la résidence du président de Malte, le Palais Saint-Antoine, les forts Ricasoli, Manoel et Saint-Ange de La Valette, ou le jardin du monastère Saint-Dominique,. Pour la saison 2, la production a été transférée en Croatie, dans la ville de Dubrovnik et dans les forteresses de Minčeta, Bokar et Lovrijenac. Cela a permis plus de plans extérieurs dans une authentique ville médiévale fortifiée. Surnommée la « perle de l'Adriatique », Dubrovnik partage de nombreuses caractéristiques avec Port-Réal : un aspect médiéval particulièrement bien préservé, avec de hauts murs et la mer tout autour,. Certaines scènes sont aussi filmées à Split et à Ston. L'arboretum de Trsteno est utilisé depuis la saison 3 pour les scènes dans les jardins du palais.
Les scènes intérieures ont été filmées dans les studios The Paint Hall à Belfast. La décoratrice Gemma Jackson explique que : « lorsque je pensais à Port-Réal et à son aspect rouge récurrent, cela m'a immédiatement fait penser au Rajasthan. Le sol du Donjon rouge vient du Panthéon de Rome. » Martin ajoute qu'alors que la production a réutilisé un trône créé pour un autre film ; une fois décoré, le Trône de fer occupait encore un quart du studio où il était placé. « Il est énorme, mais dans ma tête et dans les livres, la grande salle a la taille de l'Abbaye de Westminster ou de la cathédrale Saint-Paul. »

Lieux de tournage de la série
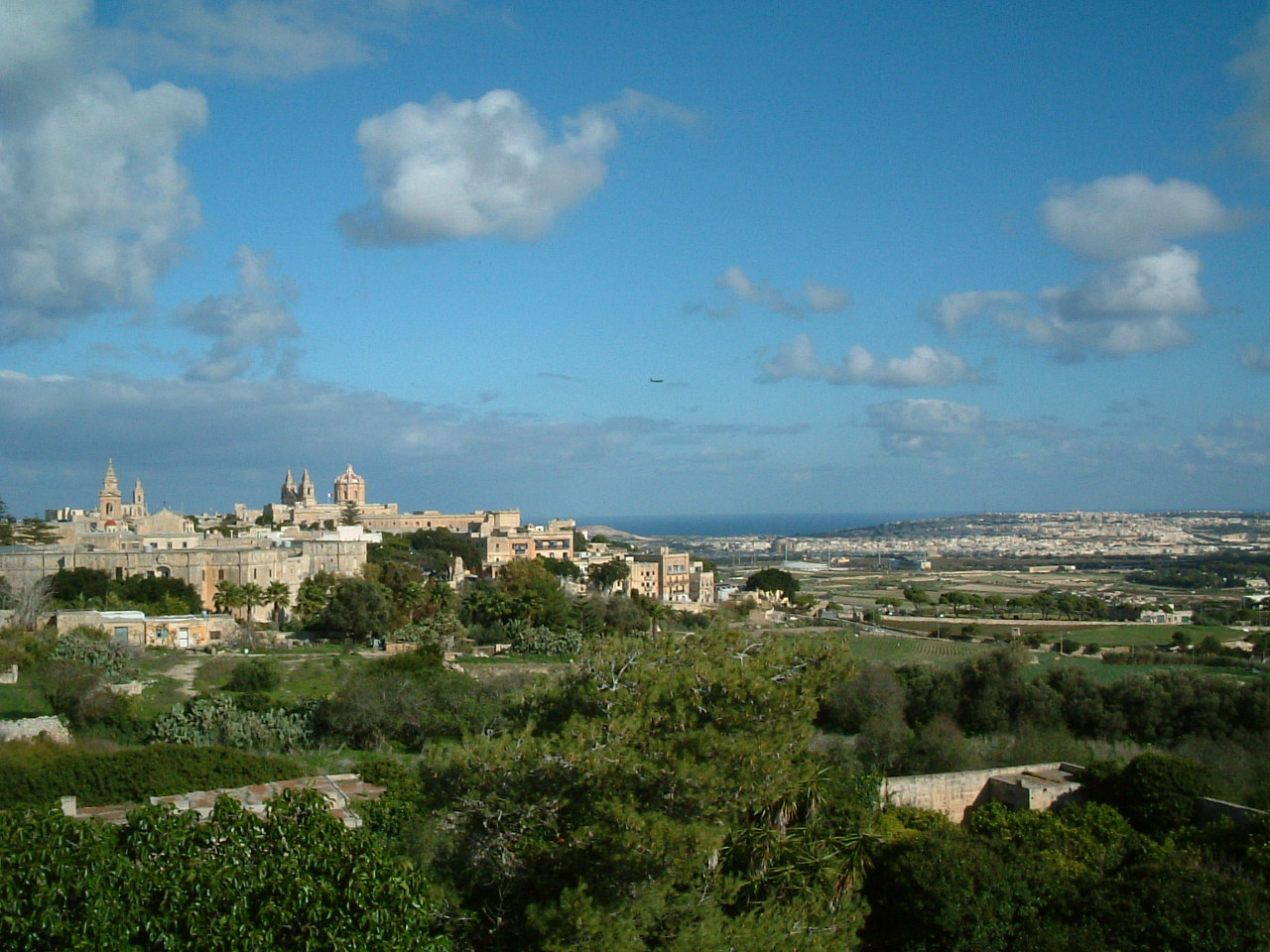
Les scènes de la première saison ont été tournées à Mdina (Malte).
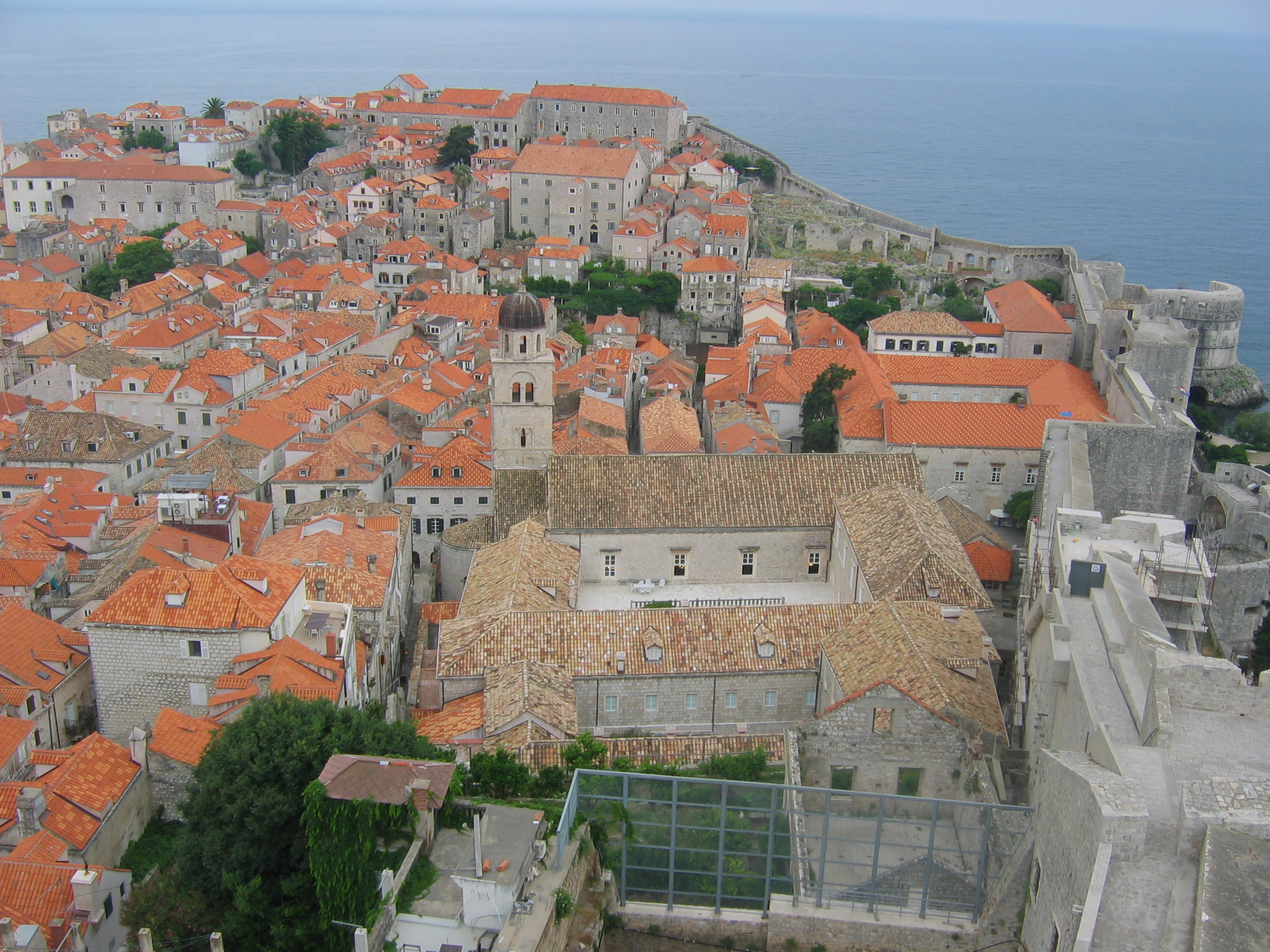
Depuis la saison 2, Port-Réal est filmée à Dubrovnik (Croatie).
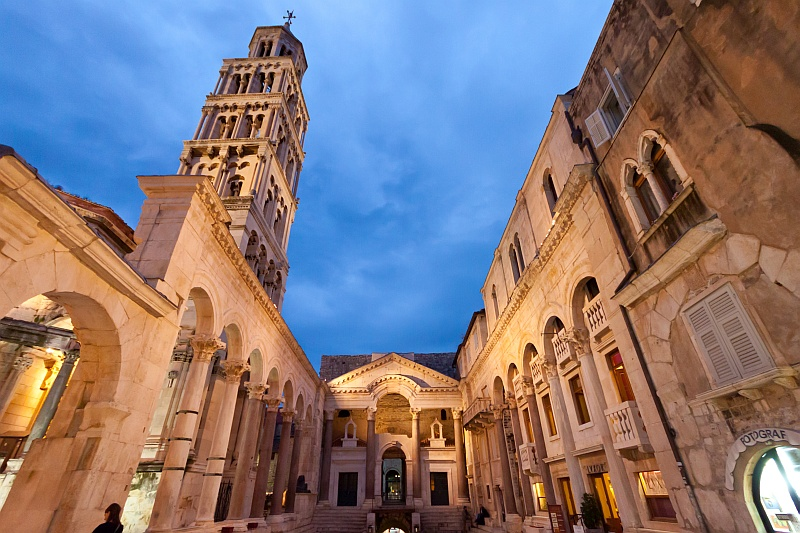
Le palais de Dioclétien à Split est aussi utilisé.
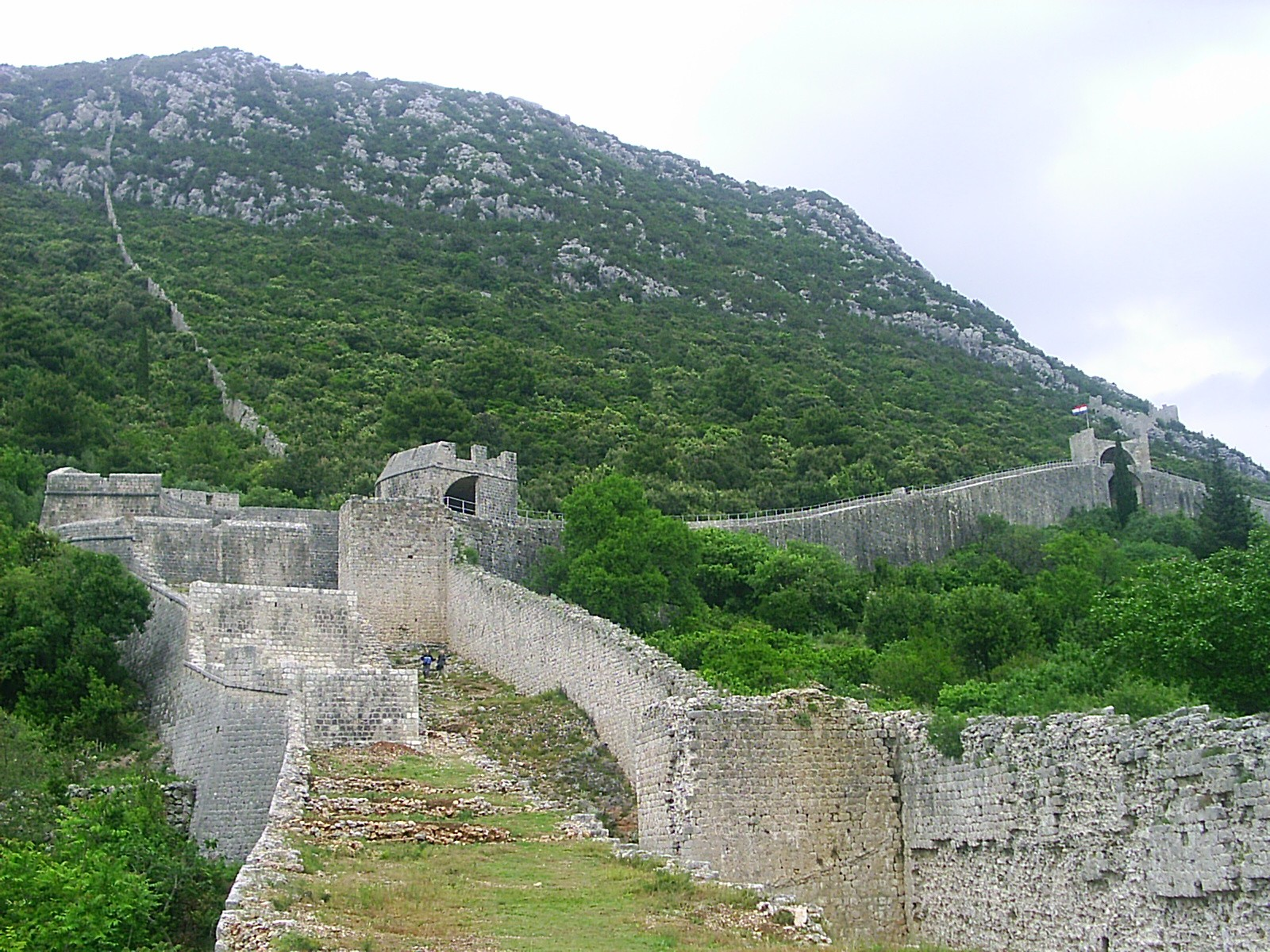
Ainsi que les fortifications de la ville de Ston.
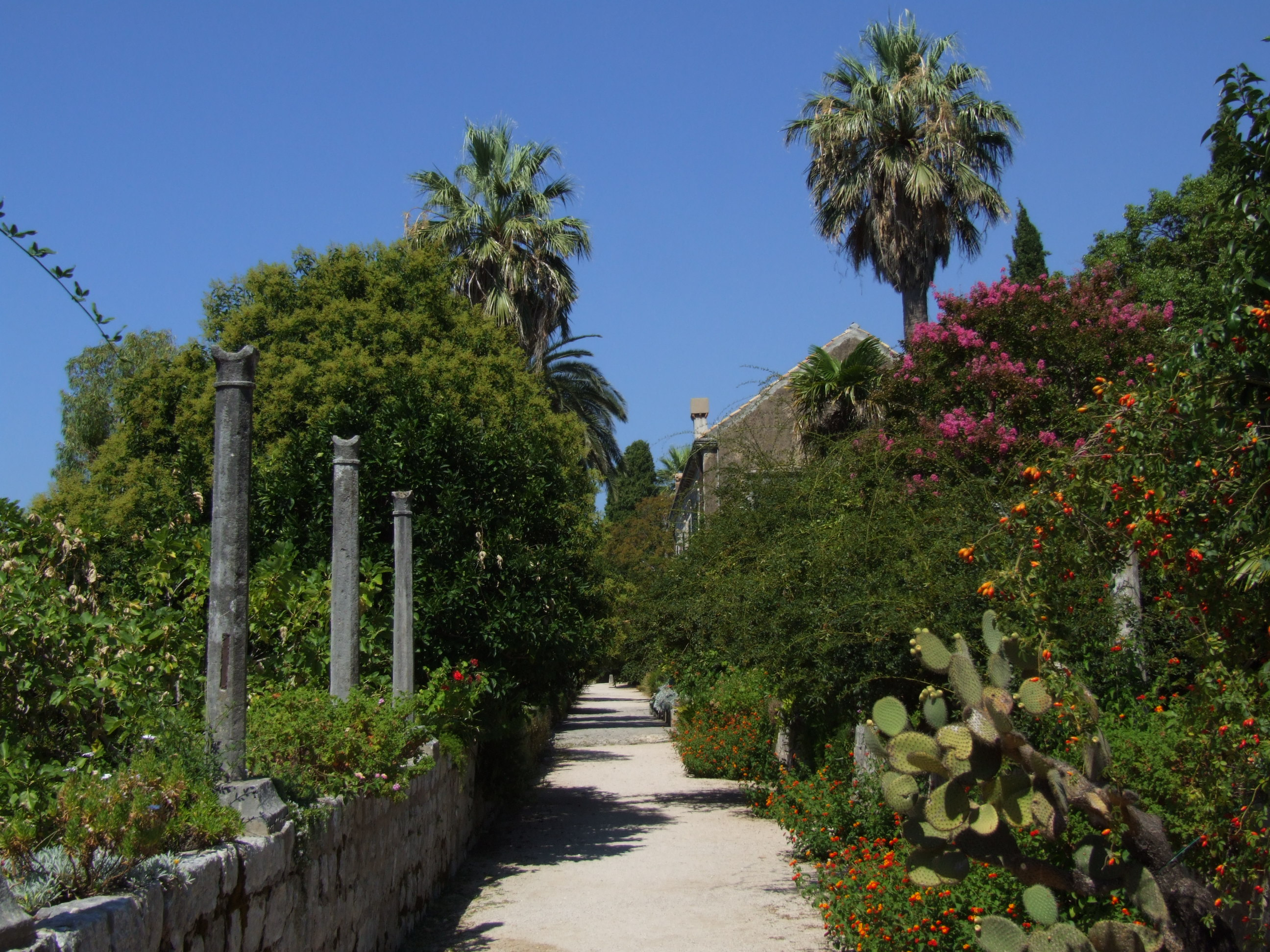
Les scènes extérieures sont réalisées à l'arboretum de Trsteno.
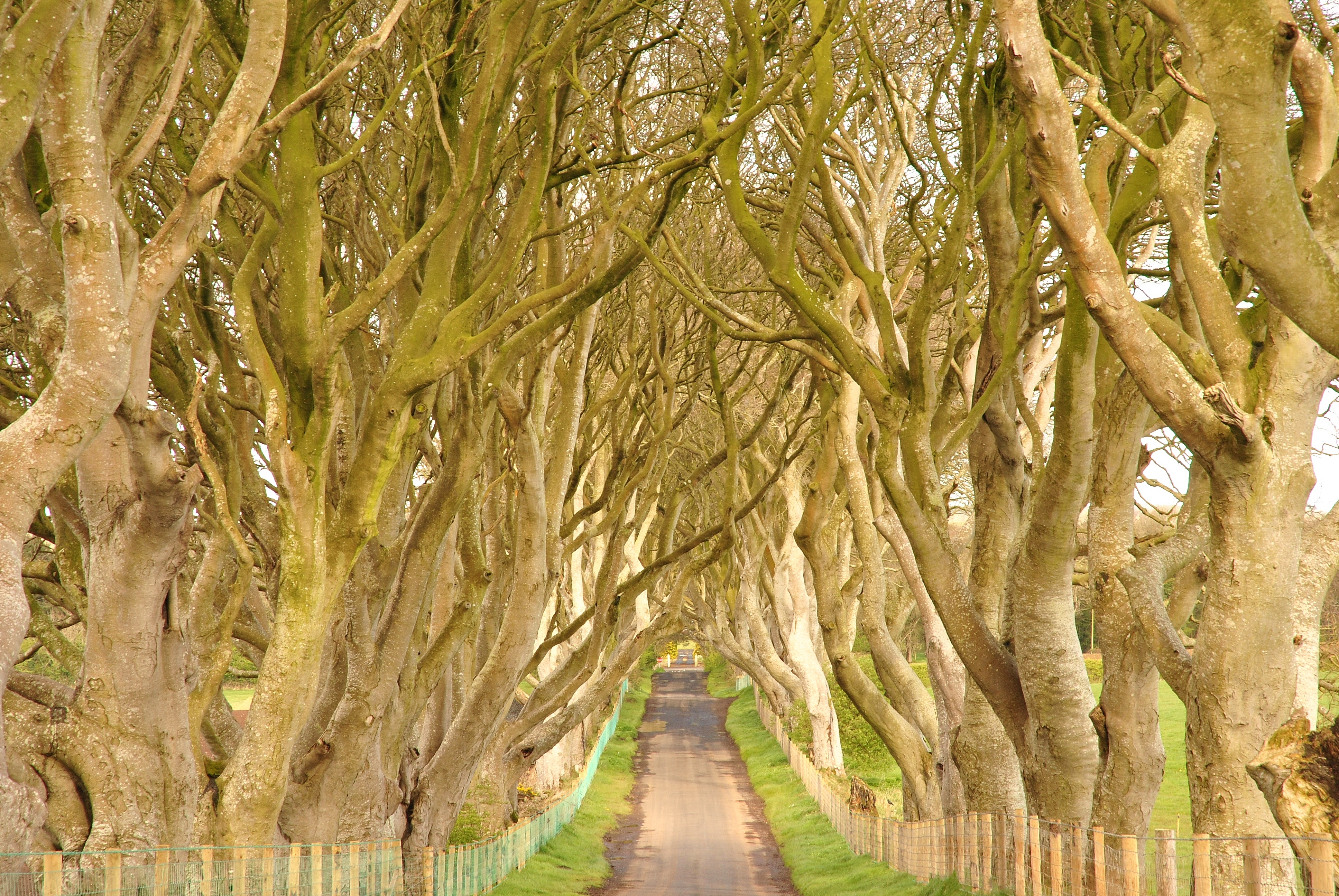
La route quittant Port-Réal est appelée « The Dark Edge » et située en Irlande du Nord.

### Terres de l'Ouest
Les Terres de l'Ouest, domaine de la maison Lannister, sont bordées par le Conflans à l'est et par le Bief au sud. Ce sont des terres montagneuses riches en minerais et notamment en gisements d'or, source principale de la richesse des Lannister. Les bâtards y sont nommés « Hill ».

#### Castral Roc

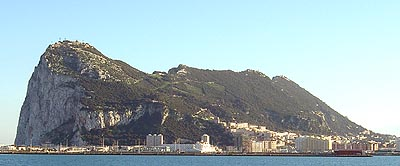
L'auteur s'est inspiré du rocher de Gibraltar pour créer Castral Roc.

Castral Roc (en anglais : Casterly Rock) est le siège de la maison Lannister. Bastion creusé dans la montagne surplombant Port-Lannis, il est réputé pour être l'une des plus puissantes forteresses de Westeros. D'après la légende, un héros du nom de Lann le Futé a rusé afin de convaincre les anciens propriétaires, la maison Castral, de lui céder le château. Le « Roc » est connu comme étant l'une des régions les plus prospères de Westeros en raison des nombreuses mines d'or qui l'entourent. Gouverné par Lord Tywin Lannister avant la guerre des cinq rois, il est cédé à un cousin de la Reine régente Cersei après la mort de son père.
George R. R. Martin s'est inspiré du rocher de Gibraltar pour le créer.

### Terres de l'Orage
Les Terres de l'Orage (en anglais : the Stormlands), domaine de la maison Baratheon, sont bordées par les Terres de la Couronne au nord, le Bief à l'ouest, et Dorne au sud. Elle est bordée par la baie des Naufrageurs à l'est et par la mer de Dorne au sud. La région comporte de nombreuses terres boisées ou montagneuses. Les bâtards y sont nommés « Storm ».
Avant la Conquête d'Aegon Targaryen, la région était dirigée par les rois de l'Orage, puis par la maison Baratheon. Les Marches de Dorne se situent dans les environs, conquises par les rois de l'Orage. Les Marches étaient des champs de bataille souvent utilisés lors des guerres opposant les familles des terres de l'Orage, du Bief et de Dorne, avant que cette dernière n'intègre les Sept Couronnes.

#### Accalmie
Accalmie (en anglais : Storm's End) est le siège de la maison Baratheon, et avant elle, celui des rois de l'Orage. D'après la légende, le premier roi était Durran qui, à l'époque des Premiers hommes, tomba amoureux d'Elenei, la fille du dieu de la mer et de la déesse du vent. Il l'épousa et, furieux, les parents de la jeune fille envoyèrent d'immenses tempêtes ravager le château de Durran, tuant du même coup les invités du mariage. Durran se résolut à combattre les dieux et érigea plusieurs châteaux dans la baie des Naufrageurs, chacun plus grand et résistant que l'autre. Finalement, après sept forteresses pulvérisées par les tempêtes, le septième château a résisté aux attaques divines. Certains pensent que les Enfants de la forêt ont aidé par leur magie à la construction du fort ; d'autres estiment qu'un jeune garçon du nom de Brandon Stark, le bâtisseur du Mur, a conseillé Durran.
C'est une puissante forteresse située au bord de la mer et construite de façon à résister à ses assauts : ses murs incurvés sont particulièrement épais et celui qui fait face à la mer est aveugle ; les pierres ajustées n'offrent ni angle ni faille par où peut s'infiltrer eau ou vent. Souvent assiégée, elle n'est jamais tombée. Le dernier roi de l'Orage, Argilac l'Arrogant, a un jour abandonné ses défenses impénétrables pour rencontrer Orrys Baratheon à découvert pendant la Conquête d'Aegon Targaryen, et il fut défait. Pendant la guerre de l'Usurpateur, Accalmie fut assiégée pendant un an par l'armée de Lord Mace Tyrell de Hautjardin et la flotte de Paxter Redwyne de la Treille. Stannis Baratheon, à la tête des défenseurs en l'absence de son frère Robert, refusa de capituler et ses hommes en furent réduits à manger les rats pour survivre. Mais un contrebandier appelé Davos Mervault parvint à traverser le blocus maritime et à ravitailler le château. Stannis le récompensa en l'adoubant, mais il lui coupa les bouts des doigts de la main gauche pour ses crimes passés de contrebande. Le siège fut levé par l'armée d'Eddard Stark. Après la guerre, le roi Robert nomme son frère cadet Renly à la tête d'Accalmie, au grand dam de Stannis, qui passa des années à ressasser son amertume. Pendant la guerre des cinq rois, Accalmie, affiliée à Renly, est assiégée par Stannis. Après la mort de Renly, le châtelain de la forteresse, Cortnay Penrose, refuse de céder à Stannis ; il est assassiné par la prêtresse rouge, Mélisandre, alliée à Stannis. Passé sous la domination de ser Gilbert Farring et Elbois de la Nouë comme commandant-en-second, le château est à nouveau attaqué par l'armée de Mace Tyrell, avant que celui-ci n'abandonne après un siège de quelques semaines pour retourner à Port-Réal.
Brièvement représentée dans la série, Accalmie est filmée en Irlande du Nord, notamment dans les grottes de Cushendun et sur la côte de Larrybane.

Lieux de tournage de la série
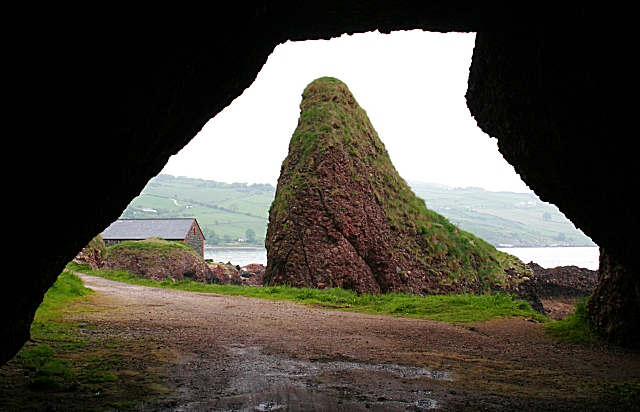
Les scènes avec Davos, Mélissandre et l'Ombre ont été tournées dans les grottes de Cushendun (Irlande du Nord).
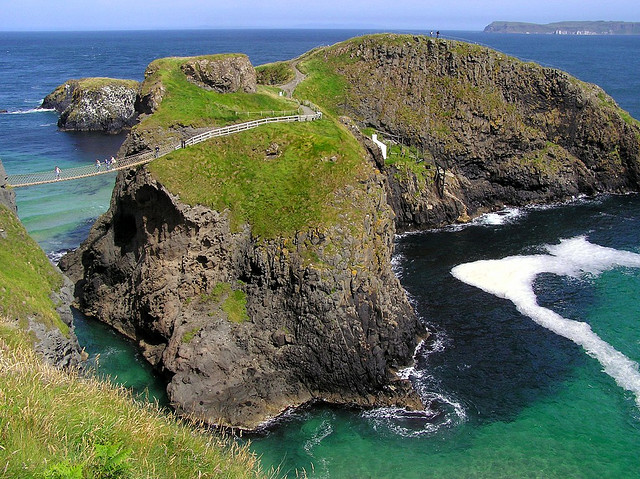
La côte de Larrybane, dans les environs de Carrick-a-Rede, a servi de décor aux quelques scènes dans les Terres de l'Orage.

### Bief
Le Bief (en anglais : The Reach), domaine de la maison Tyrell, est la région au sud-ouest de Westeros. La région est couverte de plaines agricoles très fertiles. Sa prospérité et sa puissance sont principalement issues du commerce de nourriture et de vin ; en temps de guerre, leur abondance met les habitants du Bief à l'abri de la famine et de la maladie. Les vassaux des Tyrell ont régulièrement été opposés aux Dorniens, au sud. La frontière entre le Bief et Dorne est appelée les Marches de Dorne, contrôlées par les seigneurs de l'Orage. La Citadelle des mestres est située à Villevieille, sur la côte sud. Les bâtards y sont nommés « Flowers ».

#### Hautjardin
Hautjardin (en anglais : Highgarden), siège de la maison Tyrell, est située sur les rives de la rivière Mander. Son climat est clément et la ville est réputée pour sa douceur de vivre, associant une architecture harmonieuse et de nombreuses fleurs.
Les Tyrell étaient à l'origine les intendants de la maison Jardinier, les rois du Bief avant la Conquête d'Aegon Targaryen. Après que le dernier roi Jardinier est tué au cours de la bataille du Champ de Feu, les Tyrell capitulent et ouvrent les portes de Hautjardin à Aegon et ses dragons. Pour les récompenser, celui-ci leur offre à la fois le château et la position de seigneurs du Bief. Pendant la guerre civile de Westeros et la guerre des cinq rois, la maison Tyrell, dans une habile manœuvre politique, finit par subvenir aux besoins de la population affamée de Port-Réal ; cela lui accorde une popularité importante parmi le peuple, ainsi qu'une alliance avec la maison Baratheon à la tête du Trône de fer.

#### Villevieille
Villevieille (en anglais : Oldtown) est la plus vieille cité de Westeros et la deuxième plus grande ville après Port-Réal. Elle a été construite par les Premiers hommes, un peu avant l'invasion des Andals. Siège de la maison Hightower, elle est située à l'embouchure de l'Hydromel et c'est un important port de commerce qui s'ouvre sur l'embouchure du Murmure vers la mer du Crépuscule bordant la côte ouest de Westeros. Elle abrite la Citadelle des mestres, la direction de l'ordre des Mestres qui servent à la fois de conseillers, de médecins, de scientifiques et de maîtres de postes dans les Sept Couronnes. Le Septuaire Étoilé était le siège de la religion des Sept jusqu'à la construction du Grand Septuaire de Baelor à Port-Réal. La Grand-Tour de Villevieille, un phare mesurant plus de 240 mètres, est l'édifice le plus haut de Westeros.
Après Port-Réal, Villevieille est le second plus important port du continent. Des navires venus des Îles de l'Été, des Cités libres et des villes de Westeros et d'Essos s'y pressent. La ville elle-même est décrite comme étant une belle cité, traversée par de nombreux canaux et rivières. Contrairement à Port-Réal où la majorité du peuple vit dans des conditions sordides, la vie à Villevieille est confortable, et la ville a par là même usurpé à la capitale la place de cité prééminente de Westeros.

### Dorne
La péninsule de Dorne, domaine de la maison Martell, se situe au sud-est de Westeros, dont elle constitue la partie la moins peuplée. Les parties frontalières avec le Bief et les Terres de l'Orage sont montagneuses et toutes les autres sont désertiques, avec un climat aride et sec. Des rivières offrent cependant assez de terres fertiles à cultiver ; l'eau y est précieuse mais elle y est suffisamment abondante pour permettre de supporter les longs étés chauds. Dorne est bordée au nord par la mer de Dorne, par les îles des Degrés de Pierre à l'est et à l'ouest par les montagnes rouges précédant les Marches de Dorne ; la côte sud s'étend le long de la mer d'Été.
La renommée de Dorne vient des coursiers qui y sont élevés, surnommés « chevaux des sables », ainsi que du commerce des épices, du vin, des produits de la pêche et des textiles,. Les Dorniens ont la réputation d'être des gens impétueux, et ils ont globalement des mœurs plus libres que dans le reste du continent. Ils diffèrent à la fois culturellement et ethniquement des autres habitants de Westeros en raison de l'immigration massive des rhoyniens venus d'Essos après la conquête de la reine Nymeria des Rhoynar. Les Dorniens ont adopté beaucoup de coutumes orientales, notamment celle de la primogéniture quel que soit le sexe de l'héritier ou le fait de se faire appeler « Prince » ou « Princesse » plutôt que « Lord » pour les seigneurs nominaux. Les femmes y occupent des postes aussi importants que les hommes.
Dorne est la dernière région à avoir été rattachée aux Sept Couronnes à la suite de la conquête d'Aegon, après une résistance de plus de deux cents ans. Malgré le rattachement au Royaume à la suite d'un mariage, cette histoire particulière a laissé à la région une certaine indépendance. Contrairement à l'usage en vigueur à Westeros, les bâtards — qui y sont nommés « Sand » — sont traités de manière presque équivalente aux héritiers légitimes.
L'auteur s'est inspiré de la résistance galloise contre l'Angleterre au XIe siècle pour représenter la résistance des Dorniens face aux autres régions de Westeros.

#### Lancehélion
Lancehélion (en anglais : Sunspear), demeure de la maison Martell, est située à la pointe sud-est de la péninsule de Dorne, et donc du continent. Il s'agit de la plus grande forteresse de la région et elle est régie par le prince de Dorne, Doran Nymeros Martell, marié à Mellario, femme venant de la cité libre de Norvos. Sa sœur, la princesse Elia, fut jadis mariée dans une alliance politique au prince Rhaegar Targaryen, l'héritier du Trône de fer. Ils eurent deux enfants, Rhaenys et Aegon. Pendant la guerre de l'Usurpateur, Elia fut capturée et violée par Ser Gregor Clegane, l'un des bannerets de Lord Tywin Lannister, avant que ses enfants ne soient également assassinés. Pendant la guerre des cinq rois, la Main du roi Tyrion Lannister tente d'apaiser l'historique inimitié entre sa famille et les Martell en envoyant la jeune sœur du roi Joffrey Baratheon, Myrcella, pour être fiancée au plus jeune fils Martell.
Les scènes se déroulant à Dorne dans Game of Thrones ont été tournées à l'Alcazar de Séville, en Espagne.

Lieux de tournage de la série
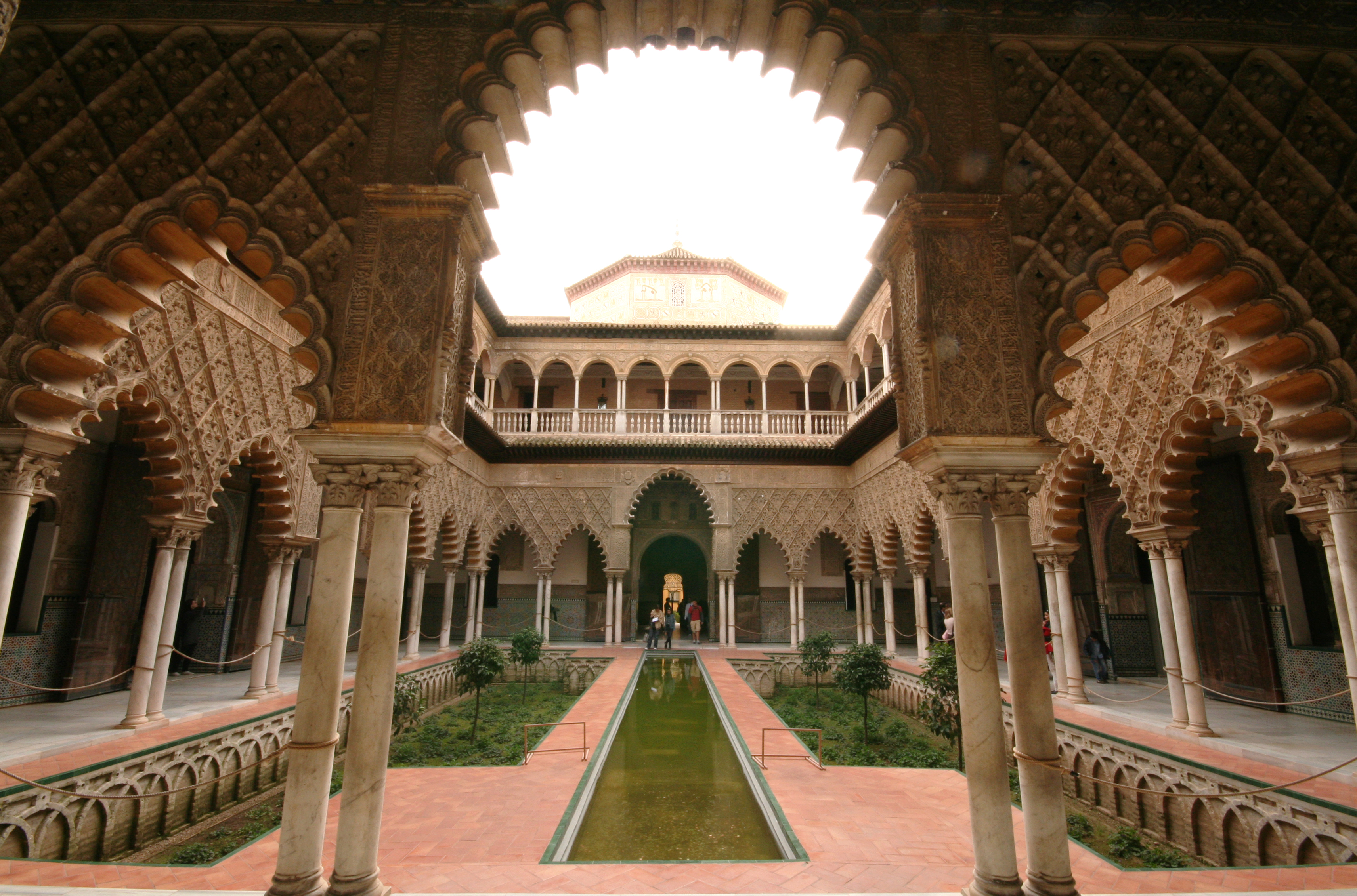
L'Alcazar de Séville (Espagne) où ont été filmées les scènes dorniennes.
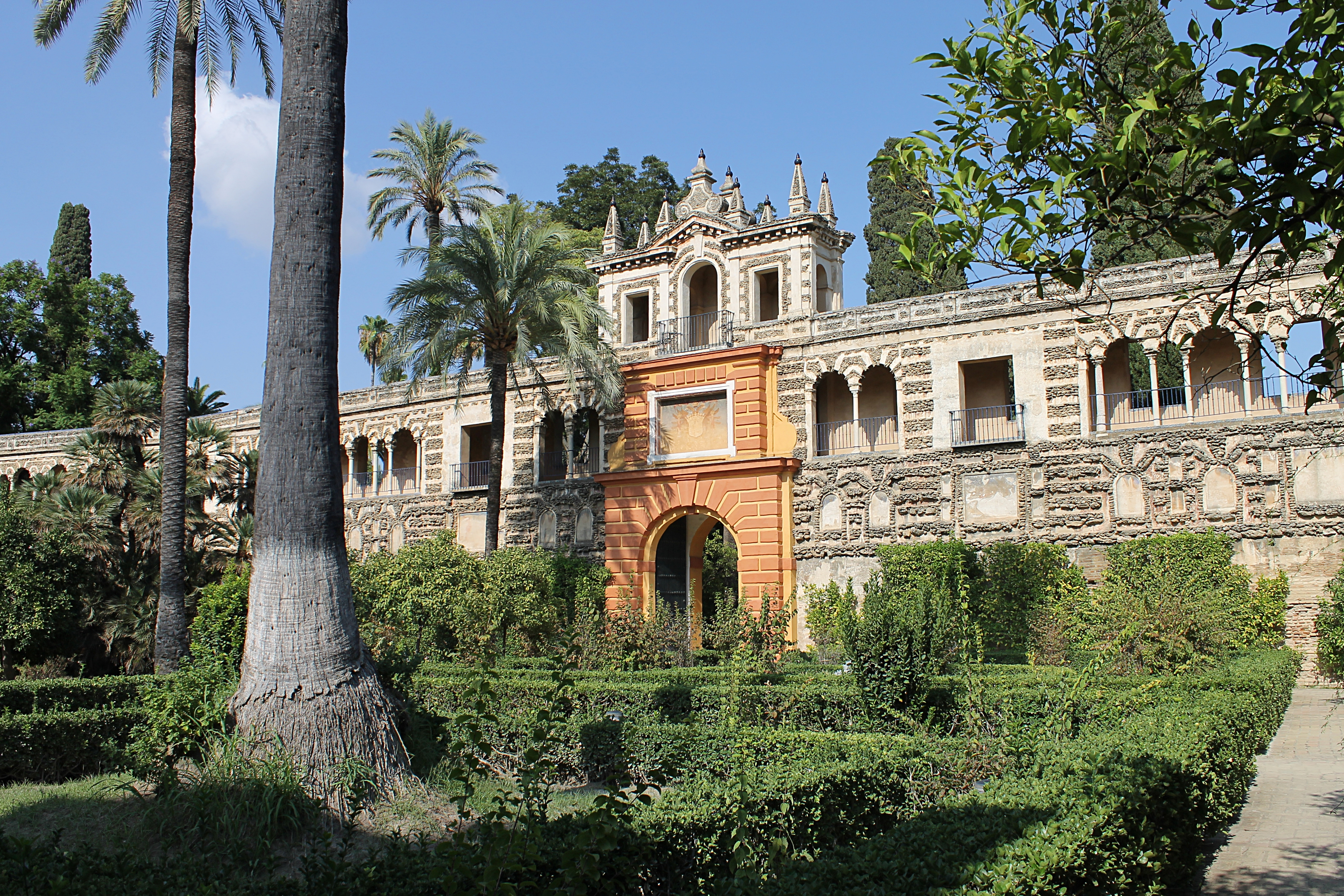
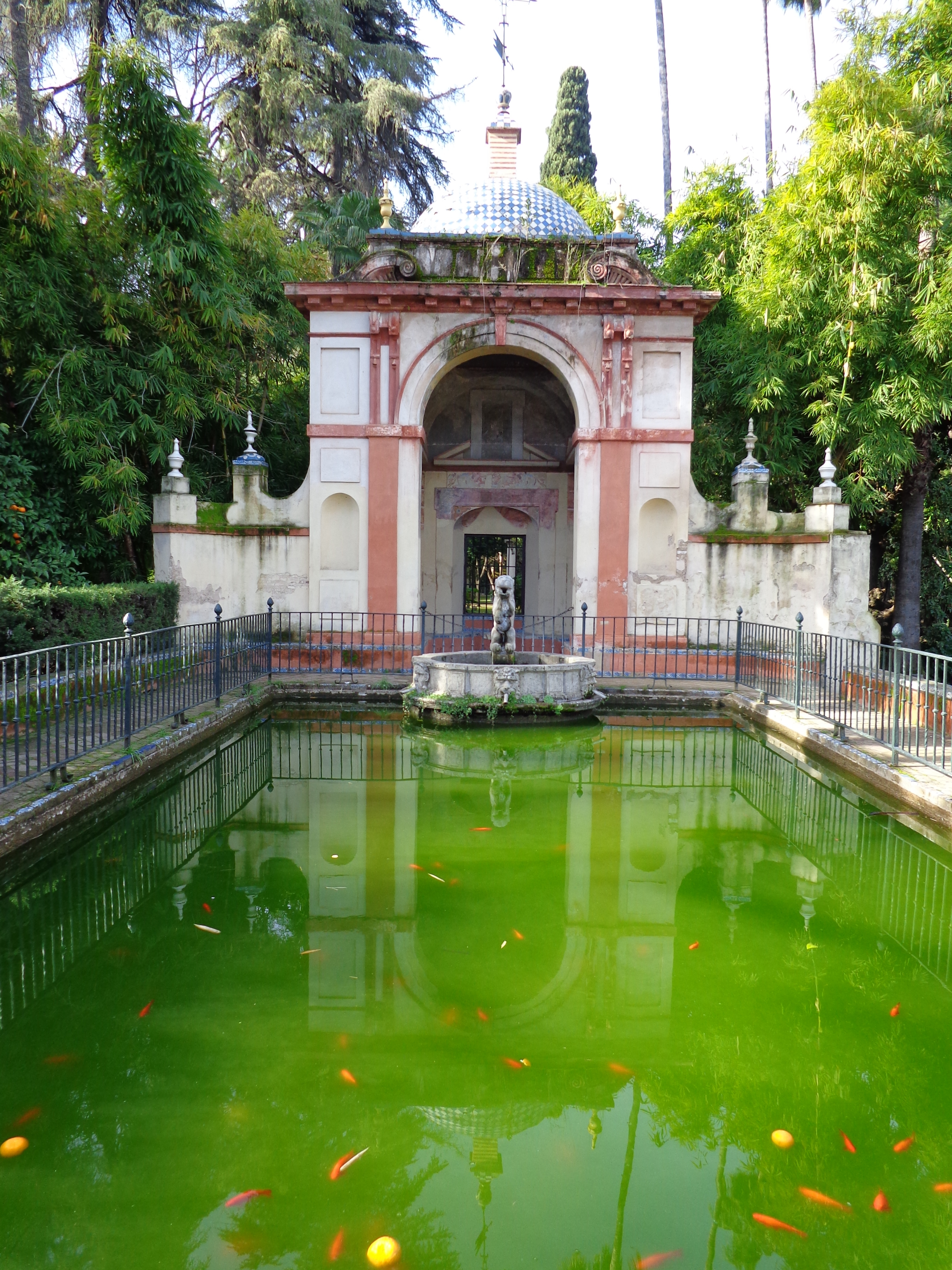

## Essos
Le continent oriental, Essos, est séparé de Westeros par un bras de mer, appelé soit « Détroit » soit « mer étroite ». Il a une superficie plus importante que celle de Westeros, de l'ordre de celle de l'Eurasie, et est également constitué de nombreuses îles. Contrairement à Westeros, qui a une forme allongée du nord au sud, le continent oriental s'étend principalement d'est en ouest. Son climat et sa géographie varient énormément selon la région.
La côte Ouest est constituée par les Cités libres et caractérisée par de petites collines vertes, la grande forêt de Qohor et des archipels de Braavos et de Lys. Au centre du continent s'étend une plaine appelée la mer Dothrak, constituée par une immense prairie herbeuse, ainsi que, au sud-est, un territoire aride appelé les Terres rouges, alors que la cité de Qarth est située encore plus au sud, au bord du détroit reliant la mer de Jade et la mer d'Été. Sur la partie méridionale, le long de la côte de la mer d'Été, le climat méditerranéen constitue celui de la Baie des serfs. La ville d'Asshaï et les Contrées de l'ombre sont situées à l'extrême Orient du continent. La côte septentrionale est séparée du cap polaire par la mer Grelotte. Tout au Sud, de l'autre côté de la mer d'Été, un autre continent constitué de jungle est également mentionné, et appelé Sothoryos.

### Cités libres
Les Cités libres est le nom utilisé pour désigner les neuf cités-États indépendantes situées à l'extrême ouest du continent oriental et qui vivent principalement du commerce grâce à leur position géographique de carrefour entre Westeros et le continent est. Les neuf cités sont Braavos, Lorath, Lys, Myr, Norvos, Pentos, Qohor, Tyrosh et Volantis. Bien que la plupart des cités soient nommées tôt dans les romans, ceux-ci ne proposent une carte de la région que dans le cinquième livre, A Dance with Dragons. Les cités libres ont été fondées comme des colonies de l'ancien empire des Possessions valyriennes, et elles se déclarèrent indépendantes après le Fléau qui frappa Valyria. Braavos fait office d'exception, bâtie par des réfugiés ayant fui l'expansion valyrienne, des esclaves fugitifs et d'autres peuples abandonnés, et elle est devenue au cours des siècles la cité la plus puissante de la région. Les langues en vigueur dans les cités-libres sont dérivées du valyrien.
Les neuf cités sont réparties le long de la côte dans une zone où coule la rivière Rhoyne, qui constitue la patrie des Rhoynars ; à la source de l'un des affluents de la Rhoyne se tient Andalos, le berceau des Andals. Braavos est la cité la plus septentrionale, située à la pointe nord-ouest du continent. Sur un archipel au nord-est se trouve Lorath ; sur la côte occidentale s'alignent Pentos et Myr, ainsi que l'archipel de Tyrosh à l'ouest et l'île de Lys au sud. Sur la côte méridionale, dans le delta de la Rhoyne, se tient Volantis. Norvos et Qohor se trouvent à l'intérieur des terres, entre la côte de la mer Dothrak.

#### Braavos
Braavos est la cité libre située la plus au nord et la plus proche de Westeros ; elle est devenue la plus puissante des Cités libres. Elle n'est pas une colonie valyrienne, mais un refuge à son expansion. La lagune abritant la ville a été découverte par des esclaves dissidents ayant fui le joug des Possessions valyriennes, aidés par des prêtresses nommées Chantelunes, venues des lointaines et orientales Plaines des Jogos Nhai. En reconnaissance, les nouveaux Braaviens leur construisirent un temple : le temples des Chantelunes, l'un des plus grands de la ville. La nouvelle ville se développa secrètement, le brouillard enveloppant fréquemment la lagune la dissimulant des dragons montés de Valyria, et abolit immédiatement après sa fondation la pratique que les Valyriens ont hérité de l'ancien Empire Ghiscari : l'esclavage.
Braavos finit par dévoiler son existence au monde avant le Fléau et le Siècle de Sang, attirant nombre de marchands de Westeros et rivalisant économiquement avec Pentos, Lorath, Myr ou encore l'Antique Volantis. Pendant le Siècle de Sang, Braavos fournit une flotte militaire à Lys pour se défendre contre Volantis.
La ville est disséminée sur des centaines de petites îles reliées par des ponts et séparées par des canaux,, dans un lagon reliant la mer Étroite et la mer Grelotte. Braavos est connue pour ses combattants à l'épée et elle abrite la Guilde des Sans-Visages. Sa flotte de guerre est très réputée et c'est aussi un très important centre de commerce. Le Titan de Braavos est une gigantesque statue granitique entre les jambes de laquelle les navires entrent dans le port. La statue a été construite sur une arche naturelle qui a servi de base pour les jambes et les hanches. Le reste est en bronze sauf les cheveux, qui sont faits de cordes de chanvre. En s'approchant, on s'aperçoit que le Titan est une véritable forteresse à lui tout seul avec des archères et des ouvertures pour projeter de l'huile bouillante ou des rochers sur les navires qui tenteraient de forcer le passage. La ville est dirigée par un Seigneur de la Mer, qui réside dans son propre palais, et abrite la Banque de fer, située près du palais du Seigneur de la Mer, qui prête de l'argent à de nombreuses nations, y compris aux Sept Couronnes. Syrio Forel en est originaire ; il y était la Première épée, la plus fine lame de la ville.
Par sa description et la localisation, Braavos est parfois apparentée à la cité médiévale de Venise, bien que le climat qui semble y régner se rapproche plutôt des villes d'Europe du Nord comme Amsterdam ou Bruges ; son développement historique ressemble cependant à l'expansion d'Athènes. Le Titan de Braavos est aussi une référence au Colosse de Rhodes.
Dans Game of Thrones, les scènes se déroulant à Braavos ont été tournées à Šibenik, en Croatie.

#### Pentos
Pentos est un port de commerce majeur situé dans une baie de la côte occidentale. Dominé par une architecture de tours carrées en briques, il est dirigé par un Prince choisi par les dirigeants de la ville, des marchands appelés magistrats. Les Khalasars dothrakis s'approchent régulièrement de la cité mais les Pentoshis ont réussi à éviter la plupart des invasions en leur payant des tributs.
Les scènes de la première saison de Game of Thrones se déroulant à Pentos ont été filmées au Maroc, dans les studios de Ouarzazate,, ainsi qu'à Malte, dans les jardins du palais Verdala près de Ġlormu Cassar et près de la fenêtre d'Azur sur l'île de Gozo. Dans la saison 5, lorsque Pentos est à nouveau représentée, les scènes ont été tournées en Croatie.

#### Volantis
Volantis est la plus ancienne des Cités libres. Elle est située au sud-ouest d'Essos, près de la Baie des serfs. Elle vit principalement du commerce d'esclaves, de verrerie et du vin, et est dirigée par un triumvirat élu. Les mercenaires volantains sont reconnaissables à leurs visages tatoués.
Cordoue, en Espagne, a servi de décor à Volantis dans la série. 

Lieux de tournage de la série
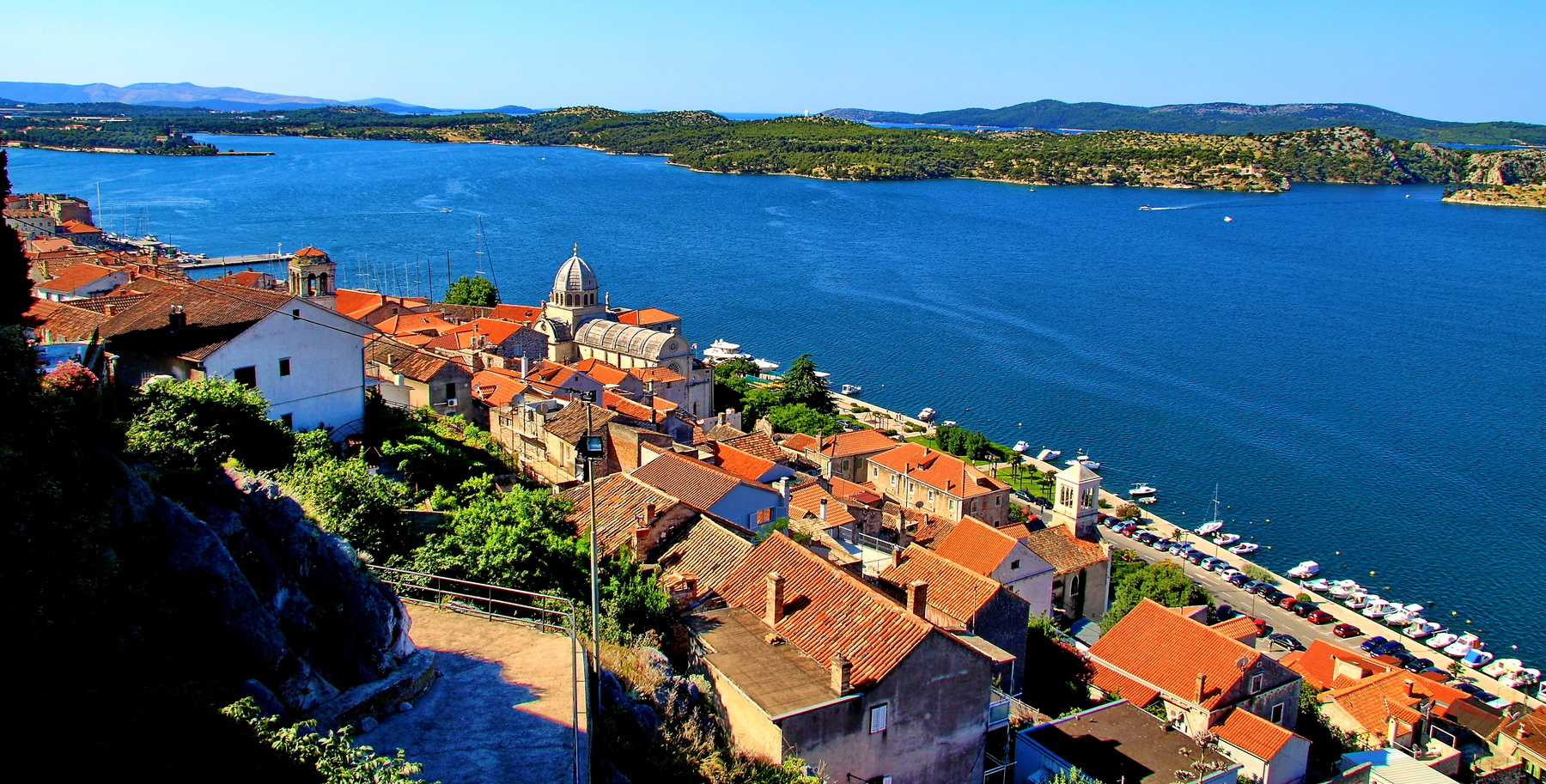
Les scènes de Braavos ont été tournées à Šibenik (Croatie).
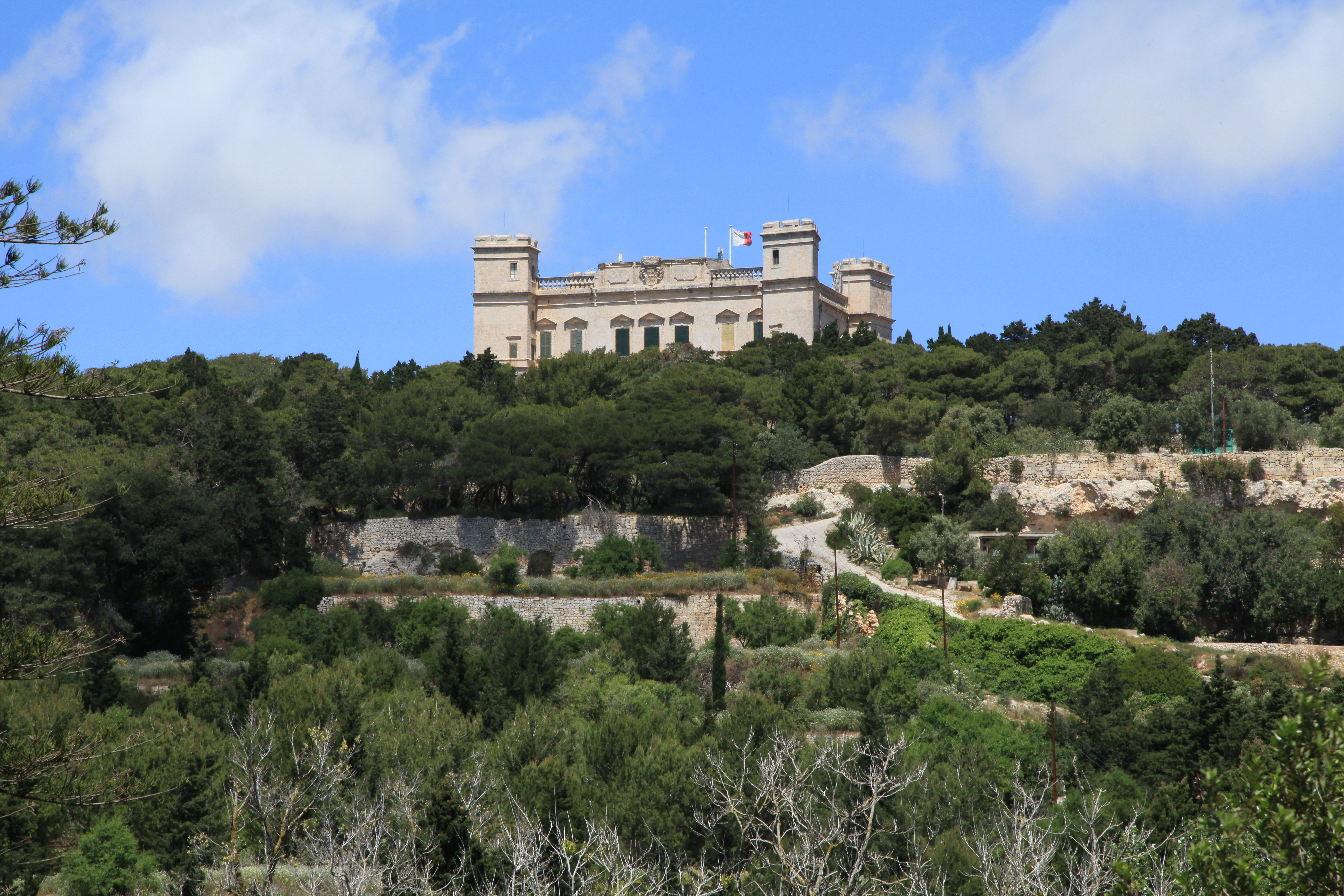
Le palais d'Illyrio est représenté par le palais Verdala à Malte.
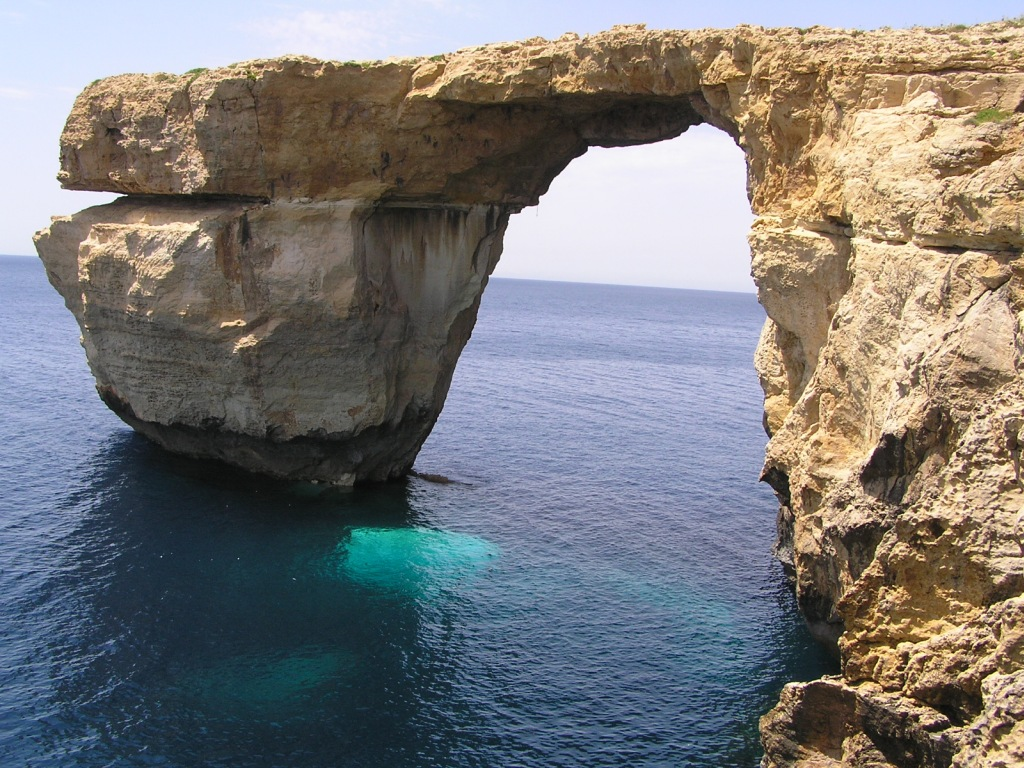
La fenêtre d'Azur (Malte) est utilisée comme décor au mariage Dothraki.
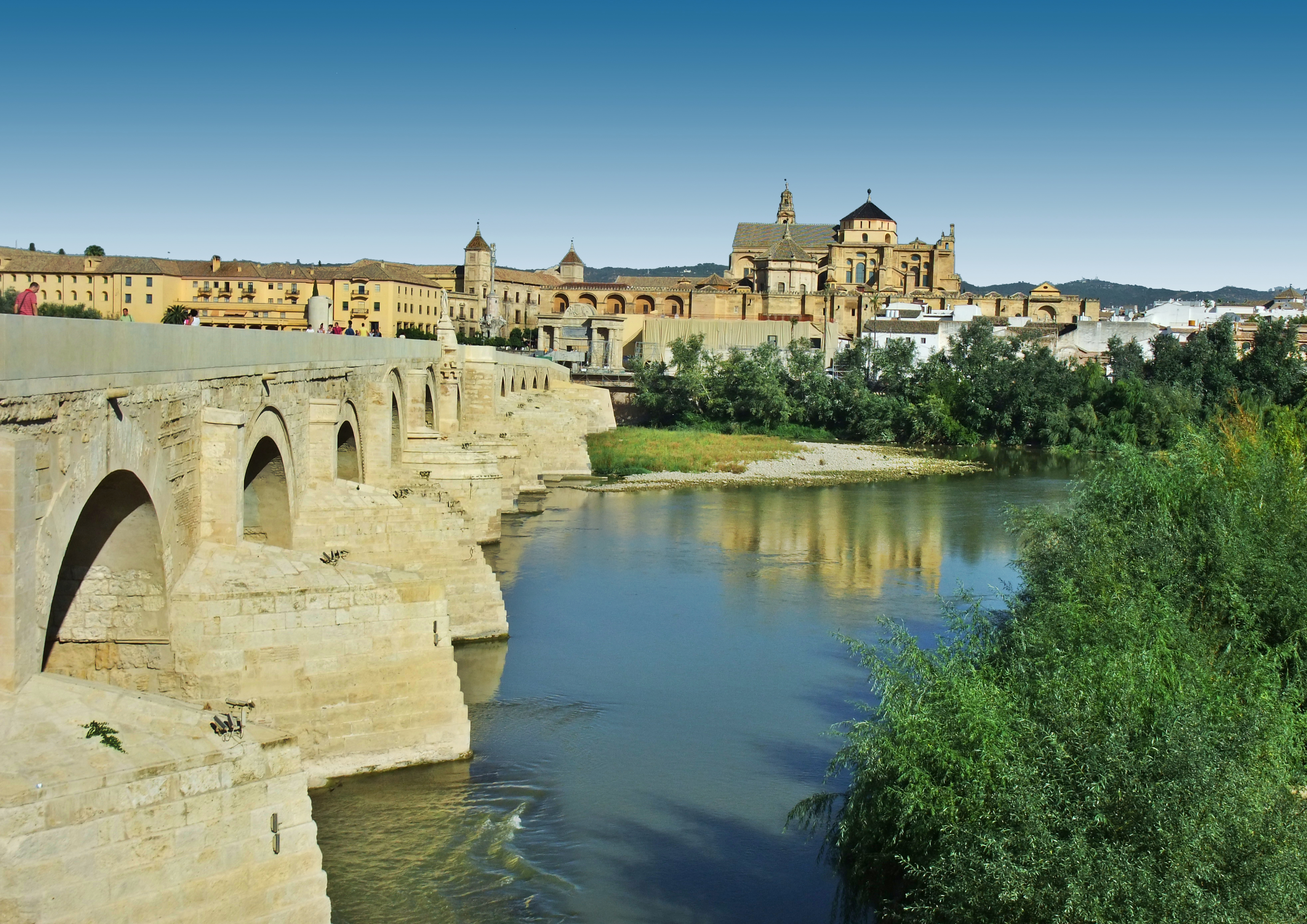
Le pont romain de Cordoue (Espagne) est filmé à l'entrée de Volantis dans la série.

#### Autres cités
- Lorath est une ville insulaire située au nord du continent[R 70]. Jaqen H'ghar prétend en être originaire[R 86].
- Lys s'étend sur un archipel au sud d'Essos[R 70]. Elle est renommée pour son luxe et ses mœurs libertines, abritant de nombreux bordels dont les esclaves sont entraînées aux arts de l'amour et vendues comme concubines. Lys est régulièrement en conflit avec Tyrosh et Myr pour le contrôle des Degrés de Pierre et des Terres Disputées[R 87]. Les Lysiens ont pour la plupart les yeux bleus et les cheveux blonds[R 88]. La ville abrite aussi une guilde d'alchimistes à l'origine d'un poison appelé les Larmes de Lys[R 89].
- Myr est une cité côtière renommée pour son artisanat, notamment en matière de textiles (dentelle[R 90] et tapis[R 66]) et de verrerie (lentilles[R 7]). Les Myriens sont des hommes à la peau et aux yeux foncés[R 68]. Comme à Pentos, la ville est régie par des magistrats et elle paye un tribut aux Dothrakis de passage[R 69]. Myr est un carrefour pour le commerce d'esclaves et est célèbre pour son vin de couleur vert pâle[R 60]. Elle lutte souvent contre Tyrosh et Lys pour les Terres Disputées[R 87].
- Norvos, construite à l'intérieur du continent à l'est de Pentos, est divisée en deux parties : la ville haute qui se tient au sommet d'une haute colline, et la partie basse, le long de la Noyne, un affluent de la Rhoyne. Elle est entourée de collines et de fermes en terrasses[R 82]. Norvos est une cité marchande dont les caravanes parcourent le continent[R 60], et, comme de nombreuses cités, elle préfère payer un tribut aux Dothrakis que subir leur courroux[R 69]. C'est également une théocratie dominée par le culte des Prêtres barbus, un groupe de soldats d'élite maniant la hache de guerre[R 91].
- Qohor est située à l'intérieur des terres, dans l'immense forêt de Qohor[R 92]. Elle est réputée pour ses tapisseries et ses forges, dont les forgerons sont les seuls à pouvoir reforger l'acier valyrien[R 50]. Le guet de la ville est composé par des Immaculés depuis que 3 000 d'entre eux défendirent la cité contre 25 000 Dothrakis pendant la bataille des Trois Mille. Depuis, ils accrochent à leurs lances des cheveux humains pour commémorer le fait que les Dothrakis ont coupé les leurs, saluant leur résistance[R 93].
- Tyrosh, une ville côtière régie par un archonte, est tristement célèbre pour son avarice[R 94]. Elle fait le commerce d'esclaves, de brandy à la poire et d'armures aux intrications compliquées, et elle regorge de mercenaires. Tyrosh abrite de nombreux bordels, bien qu'ils soient moins renommés que ceux de Lys. Avec Lys et Myr, Tyrosh est en conflit pour contrôler les Degrés de Pierre et des Terres Disputées[R 87]. Les Tyroshis, comme les habitants de Pentos, portent des barbes et des moustaches, qu'ils taillent en pointe et teignent avec des couleurs vives[R 94].

### Baie des Serfs
La Baie des Serfs (en anglais : Slaver's Bay) est située à l'est des Cités libres, à l'ouest de Lhazar et au sud de la mer Dothrak, le long du littoral bordant la mer d'Été. Elle est composée des cités esclavagistes d'Astapor, de Meereen et de Yunkaï. Ces villes ont été construites sur les ruines de Ghis, fondée par Grazdan le Grand et devenue une rivale de la toute puissante Valyria, avant d'être anéantie plusieurs milliers d'années avant le début des romans. Alors que Westeros voit l'esclavage comme une abomination, l'économie des villes de la Baie est principalement basée sur le travail et le commerce d'esclaves. Leurs conditions de vie sont particulièrement rudes, et ils composent parfois l'essentiel des forces militaires dévolues aux cités.

#### Astapor
Astapor se tient sur les rives du fleuve Ver. Elle n'est, au moment de la saga, que l'ombre de ce qu'elle fut jadis. Elle abrite plusieurs pyramides à degrés construite en briques rouges, qui compose aussi la majorité de l'architecture de la ville. Un dicton dit que « la brique et le sang bâtirent Astapor, et la brique et le sang sa population », en référence aux esclaves utilisés pour fabriquer les briques.
Entièrement destinée à la vente des esclaves, la Plaza d'Orgueil et sa statue de harpie en bronze, sert aussi de terrain de rassemblement aux Immaculés, des esclaves eunuques réputés pour leur docilité et leur efficacité au combat. L'investissement en temps et en argent pour leur entraînement rend les Immaculés des esclaves particulièrement rentables pour leurs maîtres — des oligarques se faisant appeler « Leurs Bontés » — qui les vendent à prix d'or. Ils sont formés pour obéir à n'importe quel ordre, même celui de se mettre à mort. Astapor vend aussi des esclaves sexuels et agricoles, des scribes, des artisans et des tuteurs.
Dans la série télévisée (saison 3), Astapor a été filmée au Maroc, sur les remparts d'Essaouira,.

#### Yunkaï
Yunkaï est une cité située au sud de Meereen et au nord d'Astapor ; c'est la plus petite des villes de la Baie. Elle est réputée pour ses arènes de lutte et ses bordels, et pour la consommation d'esclaves qui y est nécessaire ; elle tire sa richesse du commerce d'esclaves sexuels. Similaire à Astapor dans son architecture, elle est cependant construite en briques jaunes. Les esclavagistes de Yunkaï se font appeler « Les Judicieux ». La cité ne formant pas d'Immaculés, son armée est composée de quelques milliers d'esclaves auxquels s'ajoutent un millier de mercenaires ; réputés pour être désordonnés, les membres des forces militaires de la ville sont vêtus d'uniformes reflétant plutôt les lubies du commandement qu'un réel souci d'efficacité.
Les scènes se déroulant à Yunkaï dans la troisième saison de Game of Thrones ont été filmées dans le ksar Aït-ben-Haddou, au Maroc près de Ouarzazate, ainsi que dans les studios Atlas de la région,.

#### Meereen
Meereen est une cité portuaire au nord-est de la Baie des serfs, bâtie sur les rives de la rivière Skahadhazan ; c'est la plus grande des cités de la région, peuplée par autant d'habitants qu'Astapor et Yunkaï combinés. La ville est aussi faite en briques, mais elles sont de plusieurs couleurs. Meereen est dominée par des pyramides, à commencer par la Grande Pyramide, et par le Temple des Grâces, dont les dômes dorés abritent les prêtresses de la ville, les « Grâces ». Les esclavagistes de la ville sont appelés « Les Grands Maîtres » ; ils entraînent des esclaves pour le combat et les travaux agricoles.
La série a été tournée à Split et à la forteresse de Klis, en Croatie pour la saison 4. Pour la saison 5, le Daznak's Pit a été filmé sur la Plaza de Toros, les arènes d'Osuna, en Espagne

Lieux de tournage de la série
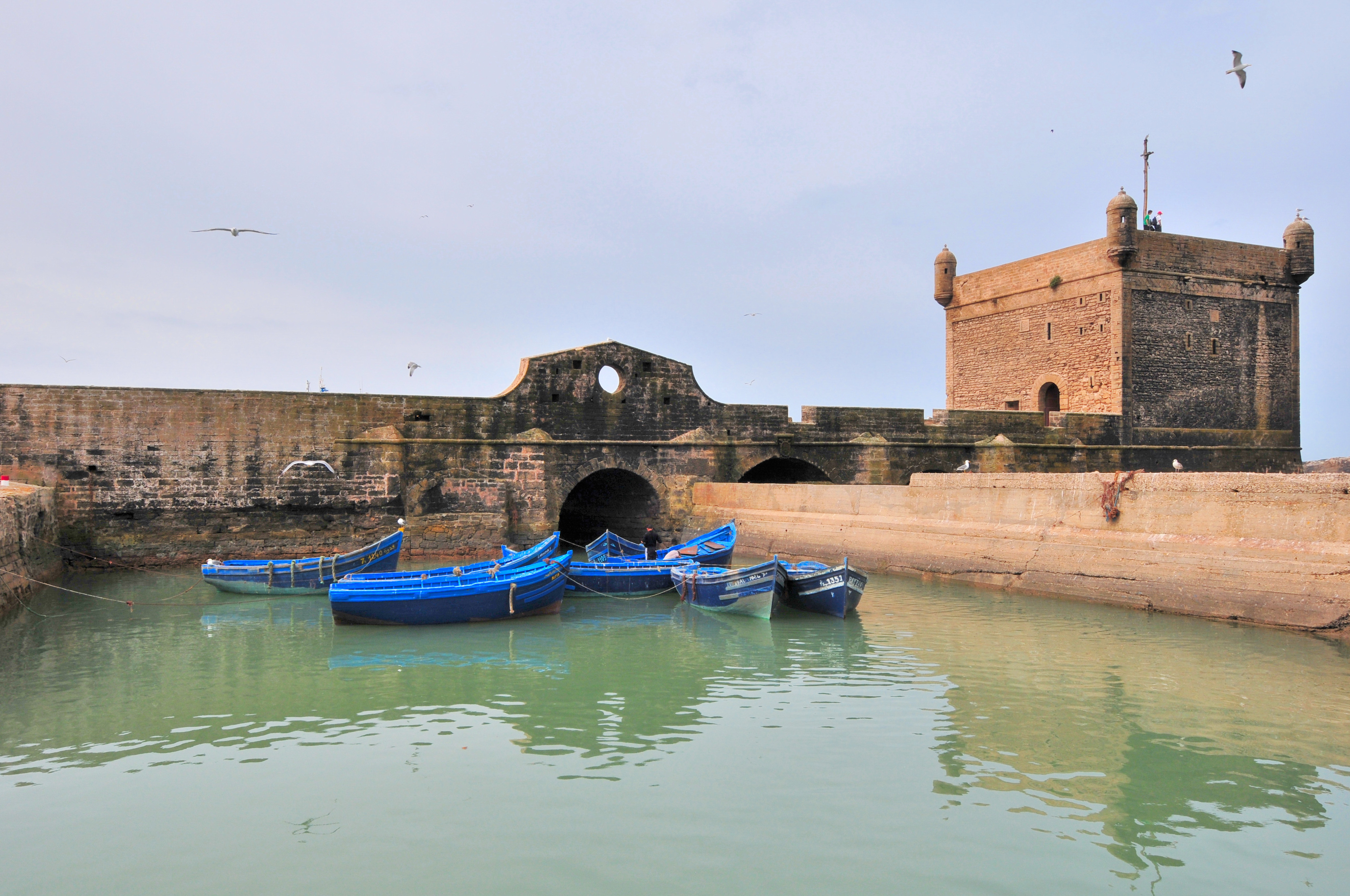
Essaouira (Maroc) a servi de décor à Astapor.
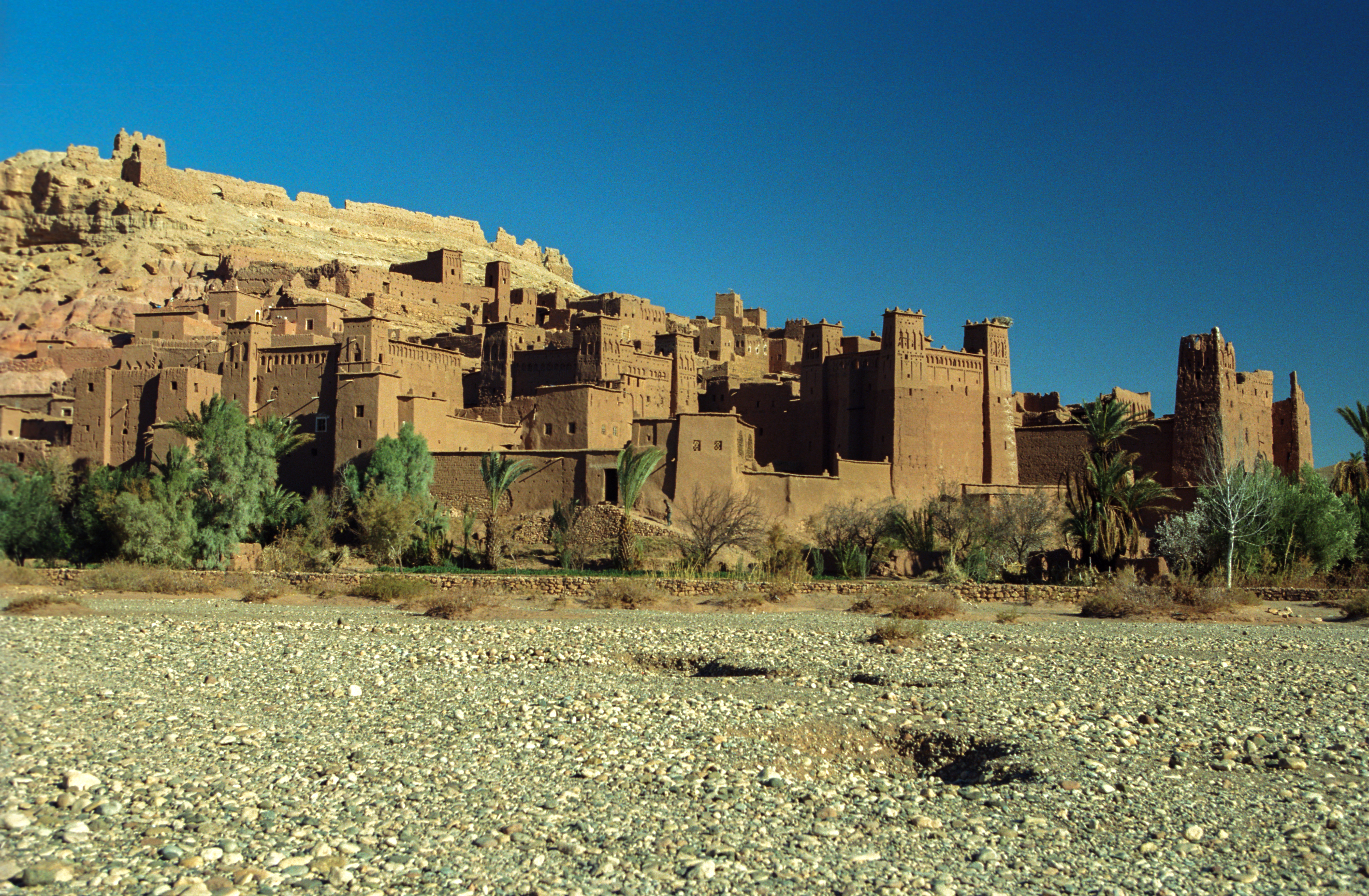
Yunkaï a été tournée à Aït-ben-Haddou.
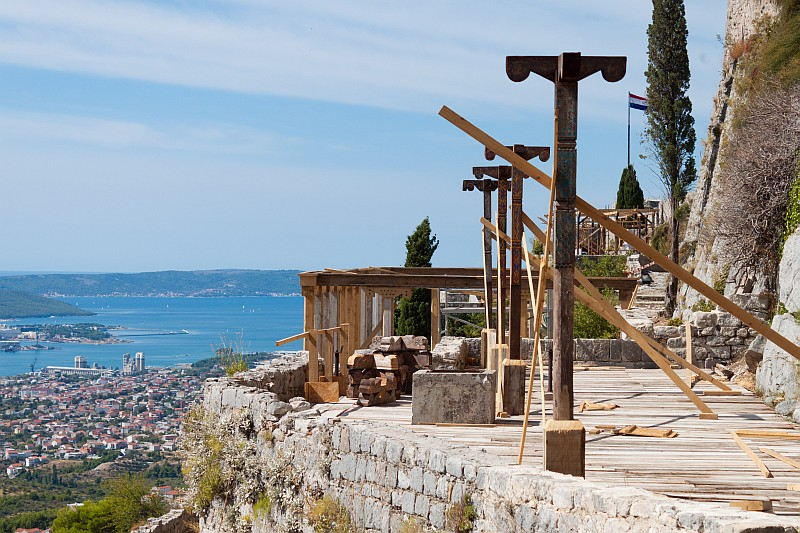
Décors utilisés pour représenter Meereen à la forteresse de Klis (Croatie).

### Est d'Essos

#### Mer Dothrak
La Mer Dothrak est une grande plaine herbeuse où vivent les Dothrakis, un peuple de guerriers nomades parlant une langue unique. Les Dothrakis ont une organisation sociale très spécifique : ils vivent en horde appelées khalasars, chacune menée par un chef surnommé khal. Les khalasars, parfois composés de plusieurs milliers d'hommes, sont divisés en plus petits groupes, les khas, menés par des kos, les capitaines. Les Dothrakis sont des cavaliers hors pair et leurs chevaux ont une grande importance dans leur culture : utilisés comme nourriture, comme montures ou à la guerre, ils établissent le niveau social de leurs maîtres. Peuple agressif, dur et fier, les Dothrakis mènent des raids réguliers sur les peuples alentour, notamment les Lhazaréens,. Leur capitale est Vaes Dothrak, située au centre de la plaine, et c'est la seule cité permanente de la région. Remplie de statues volées dans d'autres villes conquises, une loi interdit qu'un Dothraki ne verse du sang dans l'enceinte de la capitale. Deux immenses statues d'étalons en bronze, dont les sabots se rencontrent en plein ciel, forment une arche à l'entrée de la ville.
George R. R. Martin explique que les Dothrakis sont basés sur un mélange de peuples nomades des steppes et des plaines, comme les Mongols et les Huns, mais aussi les Alains caucasiens, ainsi que les Sioux, les Cheyennes, et d'autres tribus amérindiennes.
Pour la première saison de Game of Thrones, Vaes Dothrak a été tournée dans les montagnes de Mourne (à Sandy Brae), en Irlande du Nord.

Lieux de tournage de la série
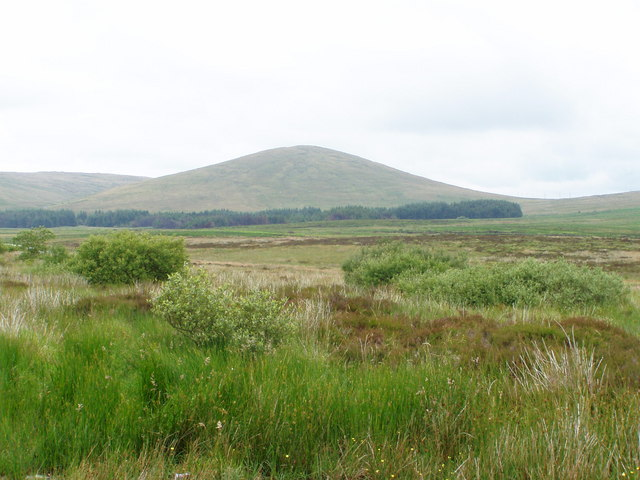
Vaes Dothrak a été filmée dans les Mourne Mountains (Irlande du Nord).

#### Lhazar
Lhazar est une région semi-aride au sud de la mer Dothrak, composée de pâturages et de petites collines. Les Lhazaréens sont un peuple pacifique à la peau foncée, principalement composé de bergers ; ils sont appelés avec dédain « agnelets » par les Dothrakis qui les attaquent de façon récurrente pour en faire leurs esclaves. Ils vénèrent le Pâtre Suprême.
Dans la série télévisée, les scènes se déroulant dans le village lhazaréen mis à sac par le khalasar de Drogo (saison 1) ont été filmées dans la ville de Manikata, à Malte.

Lieux de tournage de la série
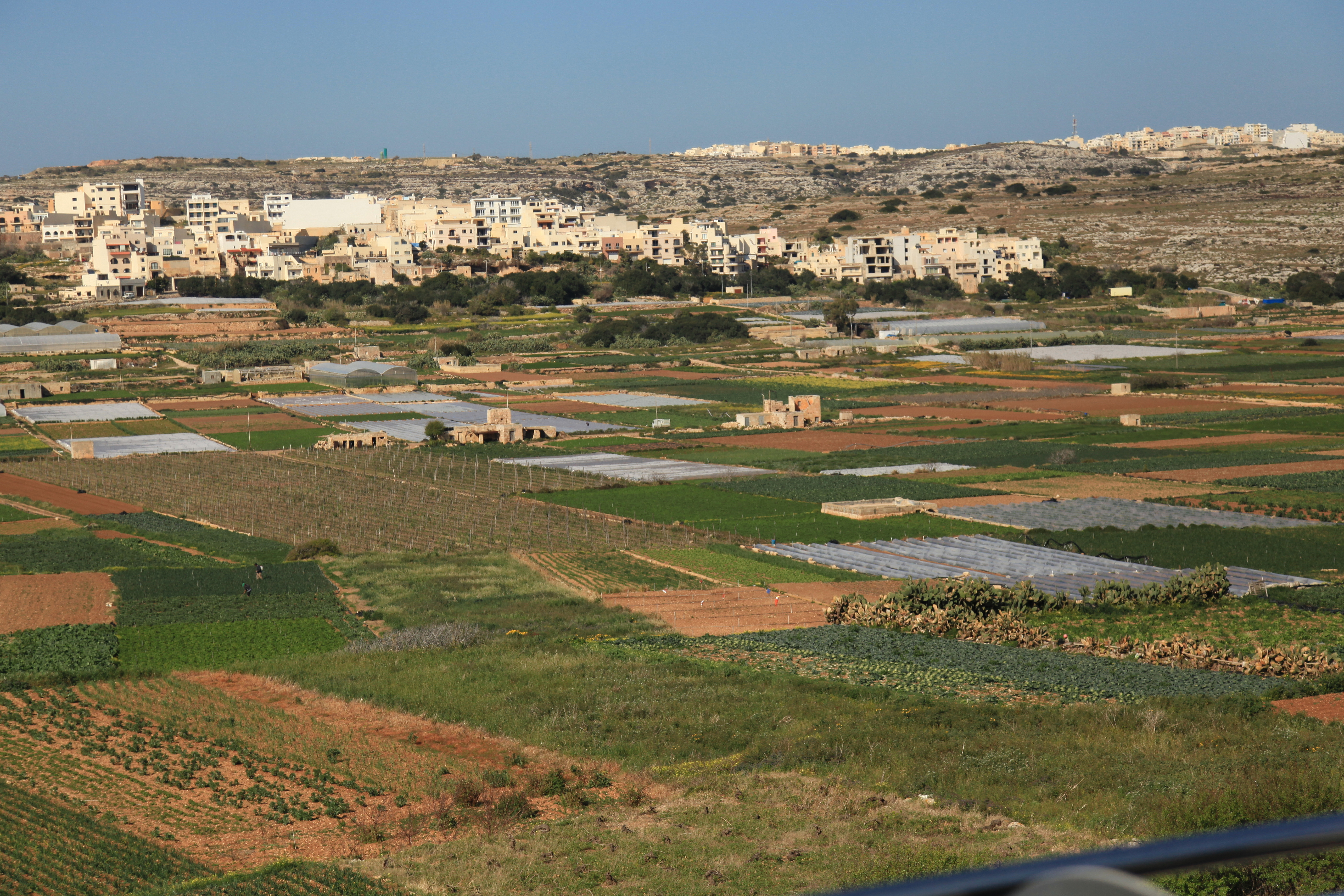
La ville de Manikata (Malte) a servi de décor à Lhazar.

#### Désert Rouge
Le désert Rouge est un désert qui tire son nom de l'argile rouge qui le constitue. Il s'étend entre la mer Dothrak et la cité de Qarth. Une seule ville, en ruine, y est mentionnée ; elle est baptisée Vaes Tolorro par ses visiteurs dothrakis.

#### Qarth
Qarth est une immense cité portuaire et commerçante située au centre-sud du continent, sur la côte de la jonction entre la mer d'Été et la mer de Jade. La ville est entourée par une série de trois murs d'enceinte, et les bâtiments sont colorés de nombreuses teintes différentes. Elle abrite aussi l'un des plus grands ports du monde.
Les Qarthiens sont un peuple grand à la peau pâle, habillés par de riches étoffes, et plaçant la politesse au-dessus de tout. Elle est gouvernée par trois importantes guildes de marchands — les Treize, la Fraternité Tourmaline et la Guilde des Épiciers — et par les Impollus, qui commandent l'armée et la flotte. La ville abrite également les maisons sans fenêtre des Conjurateurs, des magiciens dirigés par les Nonmourants, ainsi que les Navrés, une guilde d'assassins réputés qui murmurent « Tellement navré… » à l'oreille de leurs victimes.
C'est l'île de Lokrum, en Croatie, qui a servi de décor à Qarth dans la deuxième saison de la série télévisée, ainsi que plusieurs palais de Dubrovnik. Les portes massives de la ville ont été construites dans la carrière de Dubac, située dans la région. C'est la tour de Minčeta, à l’extrémité nord de la forteresse de Dubrovnik qui représente la Maison des Nonmourants.

Lieux de tournage de la série
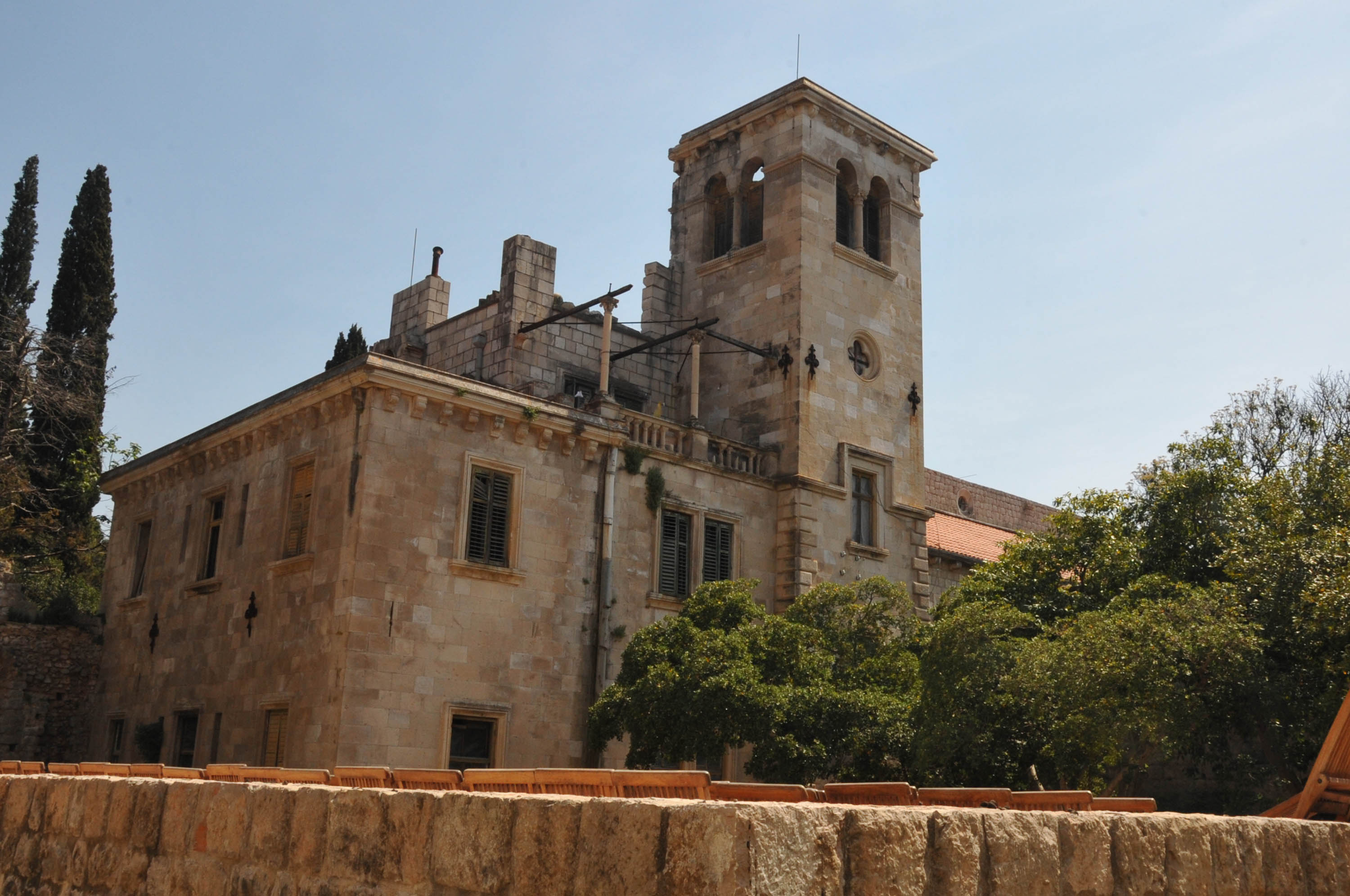
Qarth a été tournée sur l'île de Lokrum (Croatie) dans la série.
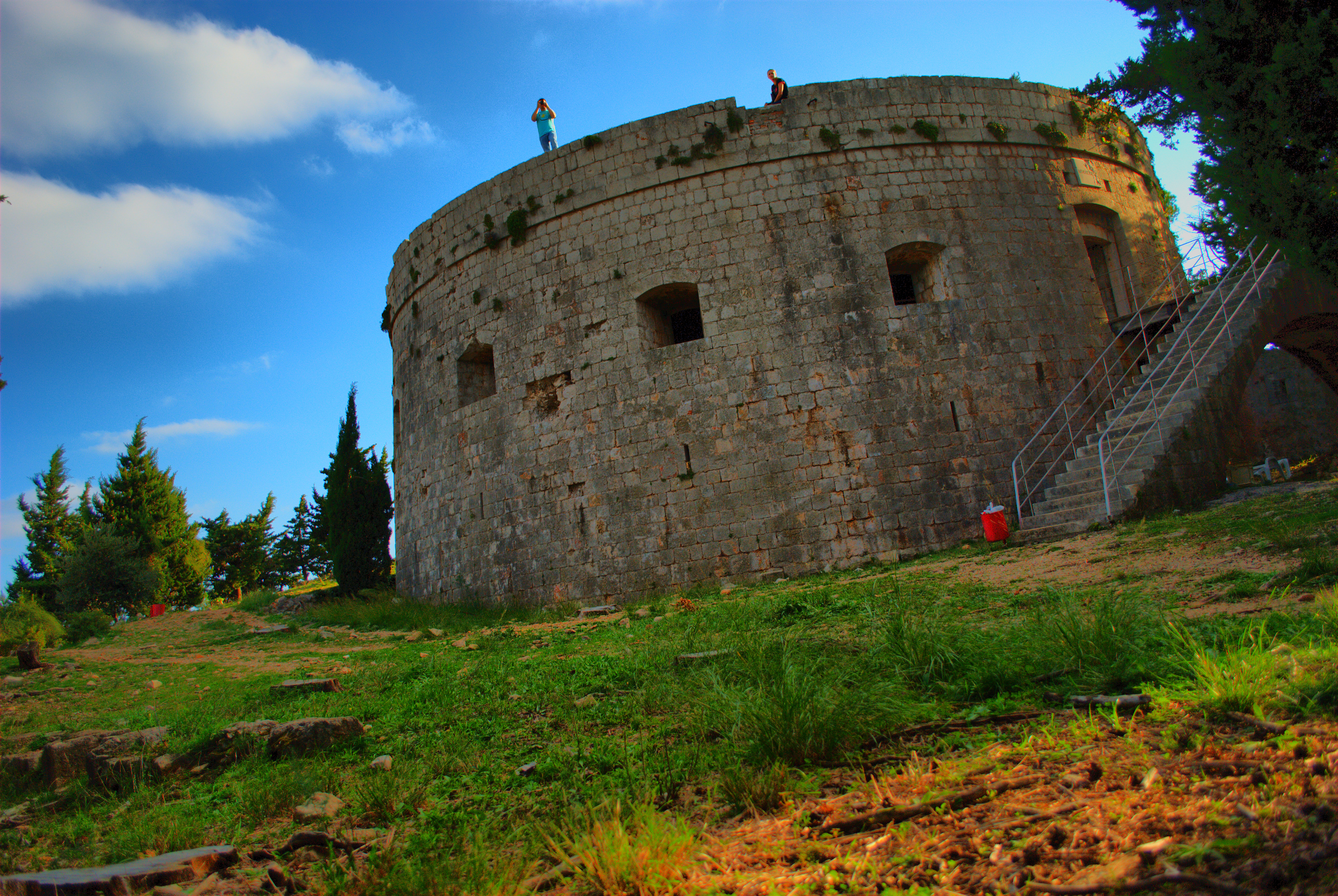
Le fort royal de Lokrum.
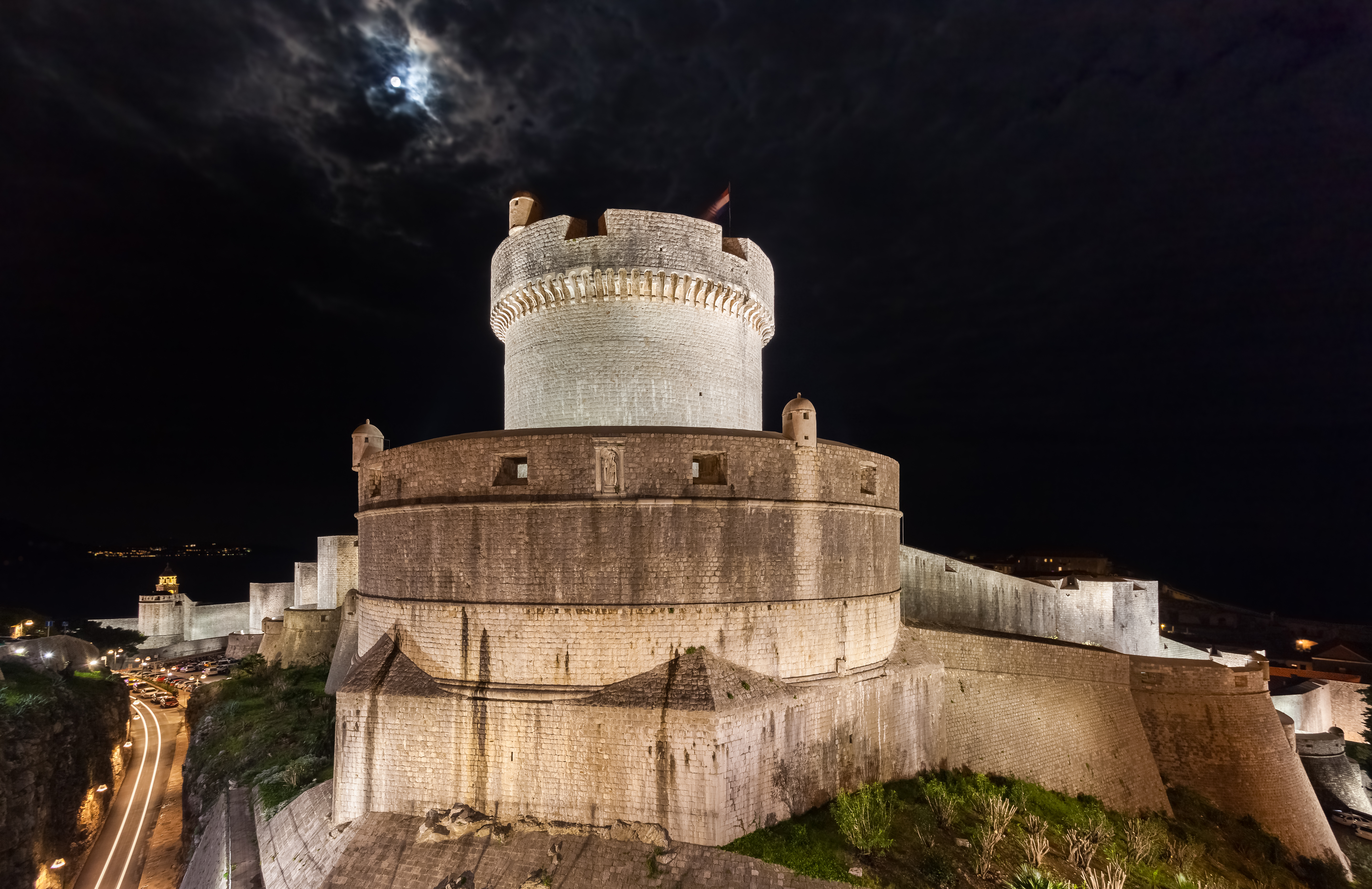
La tour de Minčeta à Dubrovnik sert de décor à la Maison des Nonmourants.

### Contrées non visitées

#### Valyria
Valyria est une ancienne cité, située sur une péninsule à l'ouest de la Baie des serfs, qui était auparavant la capitale de l'empire valyrien. Cette civilisation conquérante, dont descendent les maisons Targaryen et Baratheon, avait basé sa puissance sur l'élevage des dragons. Grâce à eux, près de cinq mille ans avant les romans, les Valyriens ont conquis l'empire ghiscari et une grande partie du continent, contraignant les autres peuples comme les Andals ou les Rhoynars, à fuir vers Westeros. Elle a déployé des colonies à l'ouest, comme les Cités libres ou l'île de Peyredragon.
La ville était régie par une oligarchie, dont les membres pratiquaient une forme d'endogamie allant jusqu'à l'inceste, se mariant entre frères et sœurs pour perpétuer la pureté de leur sang. Comme les autres cités de la région, elle pratiquait l'esclavage. Valyria était aussi réputée pour sa pratique de la magie et pour l'acier de qualité inégalée qui y était forgé. Elle a été détruite par le « Fléau », un cataclysme d'origine inconnue ; Valyria est désormais un lieu abandonné et réputé hanté.

#### Asshaï
Asshaï est une ville située à l'extrême sud-est du monde connu, dans une région appelée les Contrées de l'Ombre. La ville exporte du verredragon et de l'ambre, ainsi que de l'améthyste noire, une variété rare d'un violet profond.
Ses habitants à la peau foncée sont réputés pour leur connaissance de la magie et leur mysticisme. C'est le siège de la religion de R'hllor qui a par la suite gagné le reste des cités de l'Ouest jusqu'à Westeros. Ses prêtres rouges y sont très puissants et les ensorceleurs d'ombres, comme Mélisandre ou Quaithe, sont une caste d'Asshaï dont les membres pratiquent la magie noire,. Il est possible que les dragons en soient originaires.

#### Îles d'Été
Les Îles d'Été sont situées dans la mer d'Été, au sud de Westeros. Les habitants de cet archipel ont la peau noire et ont comme spécialités notables le commerce maritime, la construction de navires et l'archerie. Au sud et à l'est des îles d'Été se trouve le continent de Sothoryos, couvert de jungles inexplorées et largement méconnu des habitants de Westeros.

## Sothoryos
Au sud d'Essos se trouve le continent de Sothoryos, aussi écrit Sothoros dans les romans,. Il est mentionné pour la première fois sur une carte de A Storm of Swords, ainsi que les villes de Yeen et de Zamettar. La narration elle-même y fait référence dans A Feast for Crows. Martin décrit Sothoryos comme le continent du sud, globalement équivalent à l'Afrique, un territoire pestiféré et composé par une immense jungle et largement inexploré et les romans complètent peu à peu d'autres informations. La nature marécageuse de Sothoryos est mentionnée dans A Dance with Dragons ; ses habitants sont décrits comme de petits hommes trapus et poilus comme des singes et à la peau tachetée,,.